# 麻雀用語一覧
麻雀用語一覧（マージャンようごいちらん）では、麻雀に関する用語を一覧する。正式な用語のほか、俗語（麻雀スラング）や関係する記事を含む。

## 注意
- 読み方は日本語が一般的になっている場合は日本語を使い、それ以外は中国語を使う。
- 日本語と中国語が混同している場合、慣例に従う。
- 中国語で記す場合、読み方も記す。
- 標準的に採用される役については麻雀の役一覧もしくはページ下部のテンプレートを参照。
- 点数申告における俗語・俗称については#点数申告にまとめている。
- 中国麻雀や台湾麻雀の用語・役名については収載していない。それぞれ中国麻雀・台湾麻雀の項を参照。

## 一部の漢字について
「断么九」の「ヤオ」は幺の異体字で「么」（公の2画目を取った字。数値文字参照 &#20040;）、「双碰待ち」の「ポン」は「碰」（石へんに並。数値文字参照 &#30896;）などJIS X 0208に含まれていない文字がいくつか存在する。

## あ行
- 間四間（あいだよんけん）
- アウト
雀荘用語。フリー雀荘において、店が客に対して少額の現金を貸し出すこと。あるいは、客が店から少額の現金を借りること。
フリー雀荘では、負けが高じて手持ちの現金がなくなってしまったような場合に、客同士での現金の貸し借りをしてトラブルのもとになるような事態を避けるため、負け客の支払いを店側が一時的に建て替える慣習があり、その際の貸し金・借り金のことを「アウト」という。また、雀荘の客がアウトすることを「アウトを切る」という。
また、ブー雀荘など前金精算制の雀荘において、退店時に返金がない状態のこと。ブー麻雀で前金精算額、つまりマルAを取られて負けて帰ることを、「アウト帰り」という。
- アウトオーバー
雀荘用語。麻雀店の従業員（メンバー）が、勤務により発生している給料以上に麻雀で負けてしまうこと。
- 青天井（あおてんじょう）
- 青洞門（あおのどうもん）→ ローカル役のひとつ。
- 赤ドラ・赤懸賞牌・赤五（あかウー）
- アガリ放棄
- アガり止め
オーラスの親（ラス親）に限り、アガったらゲーム終了することを選択できるルール。親が何着であっても終了してよい場合と、2着などの店が規定する順位にならないと選択できない場合がある。
トップ目になった場合はおもに強制終了となるが、続行できるルールもある。なお、ハウスルールであるため店舗により詳細は異なる。フリー雀荘で多く採用されており、店側にとっては卓の回転が少しでも早くなるというメリットがある。卓が早く回転すればその分ゲーム代徴収の回数が多くなり、売り上げが上がる。
- アガリ連荘、アガ連
親がアガった場合のみ連荘とするルールで、親が聴牌していても親流れとなる。対義語は「聴牌連荘」。
- 亜空間殺法（あくうかんさっぽう）→ 安藤満が唱道した副露理論の名称。
- 浅い、山に浅い
ツモ山の序盤から中盤のこと。また、現時点から見て順番的に近いツモ山の場所のこと。
- 足止め、足止めリーチ（あしどめ）
他家の手の進行を妨げる目的の立直のこと。特に待ちが悪形だったり、手が安くても構わずにかける場合に使われる。
- 預かり（あずかり）
雀荘用語。入店して卓に入る前に、一定額の現金を預かり証用のカードやカゴなどと交換しなければならない制度。前金精算制に替わる負け逃げ防止策である。
店舗によって異なるが、テンゴなら1,000円から3,000円、ピンなら3,000円から5,000円を店に預け、かわりに預かり証用のカードやカゴを受け取って、遊戯を行う。なお、アウト防止のため、カードやカゴで精算すると次の半荘はプレーできなくなる。
- 頭跳ね（あたまはね）
- 当たる、アタる
和了をすること。特にロンあがりを指す。
- 悪形（あっけい、あくけい）
優秀ではない形・受け入れ・待ちのこと。愚形に同じ。
- アツシボ
雀荘用語。熱いおしぼりのこと。
- 後付け（あとづけ）
アガリ役に関係しない面子を先に副露し、後から役を作ること。バック、バックドロップと同義。
地域や時代によっては、後付けのことを「先付け（さきづけ）」と呼んでいる場合がある。後付けは「役を後から確定させる」ということであり、先付けは「役とは関係ない面子を副露によって先に確定させる」あるいは「役を未来に確定させる（「3日先」における「先」と同じ用法でこの場合の「先」は未来の意）」ということで、現象としては両者とも同じものを指している。
後付けを一切禁止するルールは「完全先付け」と呼ばれる。
- 後引っかけ、あと引っかけ
リーチ後にツモ切りした牌によって引っかけになるリーチのこと。
- アナログ→論理的な根拠に基づかない、運の流れやジンクスを重視する打ち筋のこと。対義語はデジタル。
- 油っこい、脂っこい（あぶらっこい）
使い勝手がよく、他家も必要としていそうな牌、あるいはもっと端的に数牌の中ほどの牌（4～6）のことを「油っこい」「脂っこい」と形容する。
- 洗う（あらう）
ゲームをやめること。席を立つこと。麻雀用語というより博打用語。
- 荒らす、場を荒らす
副露を多用してツモの流れや他家の心理をかき乱すこと。また、高い手が見えている相手に対し無防備に牌を切り、場の点棒状況を大きく偏らせること。
- アリアリ
後付け、喰いタンともに認めるルール。
雀荘用語でコーヒーや紅茶に砂糖とミルクを入れること。
- アリナシ
後付け、喰いタンのどちらか一方のみを認めるルール。
雀荘用語で、コーヒーや紅茶に砂糖またはミルクのどちらかを入れること。前後者ともに、どちらが「アリ」でどちらが「ナシ」かは意見の分かれるところである。
- アリス
メンゼンあるいはリーチでアガったときに、ドラ表示牌の隣の牌をめくり、手の内に同じ牌があればチップを獲得できるというルール。
- 亜両門（ありゃんめん）
聴牌形のひとつ。3455のような形で、25待ちの状態のこと。通常の両門よりも待ち牌の数が少ない。
- アルシーアル麻雀・アルシャル麻雀
- 荒れ場（あれば）
高い手（おおむね満貫以上）が多く出る場のこと。対義語は「小場（こば）」。
- 合わせ打ち（あわせうち）
- 暗槓子（アンカンツ）
- 暗刻子（アンコーツ）
- 暗刻スジ（アンコすじ）
- 暗順子（アンシュンツ）
- 安全牌・安牌（アンパイ）
- 一向聴（イーシャンテン）
- 一荘（イーチャン）
- 一筒摸月（いーぴんもーゆえ）→ ローカル役のひとつ。
- 一翻縛り（イーファンしばり）
- 一般高（イーパンカオ） → 一盃口の古称。
- イカサマ
- 井桁積み（いげたづみ）
- 1度振り
開局時のサイコロを1度だけでよいとする取り決め。配牌#一度振りと二度振り参照。
- 一鳴き（いちなき）
ポンできる生牌が河に出たとき、2枚目を待たずポンすること。対義語は「二鳴き」。
- 一二四十（いちによんとう）
配給原点を「一万点棒1本、五千点棒2本、千点棒4本、百点棒10本」の計25,000点とすること。
- 一二五十（いちにごっとー）
配給原点を「一万点棒1本、五千点棒2本、千点棒5本、百点棒10本」の計26,000点とすること。
- 一二六十（いちにろくとう）
配給原点を「一万点棒1本、五千点棒2本、千点棒6本、百点棒10本」の計27,000点とすること。
- 一色二順（イーソーリャンシュン） → 一盃口の別称。
- 一色三順（イーソーサンシュン）→ ローカル役のひとつ。
- 一色四順 （イーソースーシュン）→ ローカル役のひとつ。
- 一色同順 → 一盃口の別称。あるいは、一色三順・一色四順の別称。
- 一色手（いっしょくて）→ 混一色や清一色などの染め手のこと。
- 1センチ → 4副露して手牌が1枚になっている状態のこと。裸単騎。
- 一手変わり（いってがわり）
あと1牌で何らかの役がつく、待ちが広がるなどの手変わりがある状態。聴牌している状態で使う言葉。
- 一発消し（いっぱつけし）
他家がリーチしたあと、一発ツモを防ぐために、次順でツモらせる前に副露すること。その中でも、本来なら不要な副露のこと。
- 今聴（いまてん）
直前のツモもしくは副露で聴牌した状態。
- 入り目（いりめ）
一向聴から聴牌する際に引いた牌。特に、自分が聴牌したあとに他家が切るその牌のこと。たとえば萬子の67と索子の67の両門搭子で一向聴になっていたとき、萬子の5を引き聴牌したあと、他家が切る萬子の58がこれに当たる。単純に考えれば自分が索子の58を引いて聴牌していれば、入り目の牌であがれたことになるため、「それ入り目だよ」などと言い悔しがったり危険であることを伝えたりすることもある。
- 色読み（いろよみ）→ 相手の待ちが何色であるか（索子待ちなのか萬子待ちなのか筒子待ちなのか）を読むこと。
- 五心通貫（うーしんつうかん）→ ローカル役のひとつ。
- 五筒開花（うーぴんかいほう）→ ローカル役のひとつ。
- 五門斉（うーめんさい・ウーメンチー）→ ローカル役のひとつ。
- 浮かせ打ち
  1. 不要牌を手の中に入れたまま役作りをすること。おもに3～7を浮かせて両門搭子を作るなど、必要牌として抱えておく場合と、序盤で3枚切れている字牌など、他家からリーチが入ったり聴牌したと思われる場合に、安全牌として切るために抱えておく場合がある。
  2. 対子になっている牌を1枚だけ切り、もう一枚は手の内に温存する打ち方のこと。その一枚は一時的に浮き牌になるが、くっついて両門搭子になるのを狙う。また、13や79などのカンチャン搭子の外側（1や9）を一枚切り、もう一枚（3や7）を温存する打ち方のこと。同じく両門搭子になるのを狙う。
- 浮き  → ウマ (麻雀)を参照。
- 浮き牌
孤立している牌、不要な牌のこと。
- 浮く
  1. （順位・得点が）浮く→ 浮き
  2. （牌が）浮く → 浮き牌
- 打ち筋（うちすじ）
打牌選択や押し引きなど全般的な打ち方のタイプ、あるいは打ち方の傾向のこと。おもなものに、以下がある。
  - デジタル
  - アナログ（オカルト）
  - 打撃派 - 「打点」「相手に与えるダメージ」「心理的な押し引き」などを重視する。
  - 守備派 - 「振り込んだ場合の失点」「相手が上がった場合の得点」はもとより、場合によっては「相手が何を鳴きたいか」までケアし、自分の獲得得点は少なくとも勝ちを目指す。
  - 手役派 - 配牌からの自摸に従って手なりで手を進め、おもに成立確率の高いタンヤオや平和を狙い、三色同順や一気通貫などを絡める。
  - スピード派 - 点数よりもアガることそのものを目指し、鳴きも多用する。
  - バランス派 - 特に決まったスタンスを取らず、状況によって使い分ける。
- 内筋（うちスジ）
牌山を17幢で積んだ場合、端から偶数番目のツモ筋が内スジである。対義語は「外スジ」。
- ウマ
- 裏芸（うらげい）→ イカサマのこと。
- 裏スジ
- 裏ドラ
- ウラ表（ウラひょう）
裏ドラ表示牌の略。
- 裏目
面子選択などで失敗すること。動詞化されて「裏目る」とも。
- 裏メン（うらメン）
雀荘用語。店に雇われている立場だが、メンバーであることは明かさずに卓に入る従業員のこと。おもに早い時間から営業している店舗において、客を長時間待たせたりしないようにするために店が雇う予備人員。対義語は「表メン」（おもてメン）。表メンが接客業務や管理業務を行うのに対し、裏メンはそのような業務は行わない。
- 上ヅモ（うわヅモ）
牌山の上の一列のこと。
- 上ヅモすり替え（うわヅモすりかえ）
イカサマの一種。上ヅモに積んだ牌を記憶し、必要に応じて欲しい牌を自在にすり替える技。
- 絵合わせ、絵合わせゲーム（えあわせ）
手役や点棒状況など何も考えずに、ただアガリ形を作ることだけを目指した打ち方のこと。棒聴よりもひどい打ち方であることを含意する。
- 絵が合う（えがあう）
絵合わせから転じて、おもに愚形（特に単騎待ち）をアガること。
- Aトップ（エートップ）
ハウスルールで、ゲーム終了時に特定の点数に達していない場合、ウマが変わるルールを採用している店があり、そういったルールで2着以下全員を既定の点数以下にした状態でゲームが終了すること。ブー麻雀においては一般的なルール・用語である。1人浮きのトップのこと。マルA。
- エレベーター
イカサマの一種。数枚の牌を握り込み、適宜状況に応じて手牌と入れ替える。握り込んだ牌が卓の上に行ったり下に行ったりすることからこの名がある。
- エントツ、エントツ形
聴牌形のひとつ。2256777のような形。
- 黄金の一向聴（おうごんのイーシャンテン）
- オープンリーチ
ローカル役のひとつ。
- オーラス
- オカ
- オカルト
アナログ (麻雀)
- 拝み打ち（おがみうち）
「当たりませんように」と祈りながら、ロンされることを覚悟のうえで危険牌を切ること。
- 送り槓（おくりカン）
たとえば手の内に678888と持っているところに5を引いてきて8を暗槓すること。リーチ後にこれをするのは反則行為にあたる。
- 送り込み（おくりこみ）
イカサマ技の一種。吊り技の一種で、相手のツモ筋に自分もしくは仲間の当たり牌を置き、相手に当たり牌を掴ませること。また、仲間のツモ筋に有効牌を置き、仲間をアガらせること。
- 押し引き（おしひき）
攻めと守りのバランスのこと。押し（＝攻め）すぎては負けるし、引いて（＝守って）ばかりでも負ける。
- 客風牌（おたかぜはい・コーフォンパイ）
- 客風三刻（おたかぜサンコー、コーフォンサンコー）
- 同聴、オナ聴（おなてん）
待ち牌の一部あるいは全部が相手と同じであること。
- オヒキ →
コンビ打ちにおけるアシスト役のこと。
- 重い（手）→ 手が重い
- 親
- 親落ち
親が連荘できず、次の者に親番が移ること。
- 親かぶり
親番のときに子にツモアガリされること。
- 親決め
開局前に誰が東一局の親になるか決めること。サイコロを振って決める場合や、前の半荘に起家だった人の下家が起家になる「回り親」などがある。
- 親流れ
親番が次の者に移ること。
- 親割れ（おやわれ）
割れ目ルールにおいて、親番の時に割れ目になること。一気に点棒をかき集めるチャンスとされる。
- 降りる・オリ・ベタオリ
- オリ打ち
  1. 降りているつもりで捨てた牌がロンされてしまうこと。
  2. 降りること。降りながら打つこと。

オリ打ちには上記のように正反対の意味が含まれている。
- 俺クラス（おれクラス）
逐語的には「自分の属しているレベル」の意。分かりやすい同義語は「俺様クラス」で、自分の属しているレベルが最上クラスのレベルであることを含意する。もともとは多分に尊大なニュアンスを含む用語だが、文脈によっては「俺」を卑下する意味でも使用されうる。
正確には麻雀プロパーの用語ではないが、統一的な攻略理論が構築されにくい麻雀という分野とは相性のいい用語のようで、さまざまな状況で、おもに冗談交じりに使用される。
- オンリ
オリ・ベタオリのこと。やや古い言い回し。

## か行
- 開立直 → オープンリーチの漢字表記。
- 開門（カイメン）
- 返り東（かえりトン）
  1. 一荘戦において、北4局が終了しても決着がつかず、場を東場に戻すこと。
  2. 半荘戦において、南4局で決着がつかなかった場合に西入とせず、場を東場に戻すこと。
- 貸し卓・貸卓（かしたく）
雀荘用語。4人またはそれ以上の人数で連れ立って雀荘に来た客に対し、時間料金で卓を貸す「セット」の古い言い方。またはそのような営業形態。麻雀#雀荘を参照。
- 風牌（かぜはい・フォンパイ）
- 数え役満（かぞえやくまん）
- 片アガり（かたあがり）
- 片肺シャボ・片シャボ
片方が枯れているシャンポン待ちの俗称。
- 花鳥風月（かちょうふうげつ）→ ローカル役のひとつ。
- カッパぎ、カッパぐ（掻っ剥ぎ、掻っ剥ぐ）
点棒を大量に得ること。
- 加符（カフ）→ 広義には符が加えられること。狭義にはメンゼンでロンアガリしたときに加算される10符のこと。麻雀の得点計算#符の計算参照。
- かぶる
  1. 捨てた牌がもう一度来ること。対子カブリ。
  2. 河で面子ができてしまうこと。面子カブリ。
  3. 親っかぶりすること。
- 壁（カベ）
場および自分の手牌で、あわせて4枚ないし3枚見えている牌のこと。たとえば7が4枚見えていれば6〜9の両門待ちはあり得ないため、壁の外側の9は比較的安全とされる。3枚の場合は完全な壁ではない。類語に「ノーチャンス」「ワンチャンス」など。
- 壁打ち（かべうち）
雀卓のふちに手牌をくっつけて打つこと。
- 壁役（かべやく）
卓外から相手の手牌や待ちを教える役目の者。イカサマの片棒を担いでいるオヒキのこと。
- 上家（かみチャ・シャンチャ）
- 上家取り（かみチャどり）
ダブロンもしくはトリプルロンが発生したときに、放銃者からもっとも近い下家のアガリだけを認めるルール。頭跳ねの別称。ダブロン・トリロンに関する細目の詳細については和了#頭ハネ・ダブロン・三家和を参照。
- ガメる
  1. 好牌や、他家にとって必要な牌を集めること。
  2. 特定の役に必要な牌を集めること。
- 鴨（カモ）
弱い人のこと。特に弱い人のことを「上鴨（じょうがも）」と言うこともある。動詞化されて「鴨る」となったときは、そのような人から存分に勝たせてもらうこと。
- かもラス → 雀荘用語。もしかしたらこれでラスハンにするかも、の意。ラスハンコールの一種。「もしラス」と同義。
- 空切り（からぎり）
ツモってきた牌をツモ切りせず、それと同じ牌を手の内から切ること。一見無意味な行為だが、ツモ切りと手出しを注意深く観察している相手に対し、間違った情報を読み取らせることができる場合がある。そのような観察をしていない者に対してはまったくの無意味。
- カラス
東天紅における役の名前。抜きドラを一枚も引いていない状態でのアガリ。
- 空聴（からテン）
- ガリ
三人麻雀における抜きドラの俗称。
- ガリ三麻（ガリさんま）
抜きドラを用いる三人麻雀の総称。
- 仮り聴、仮聴（かりてん）
- 軽い（手）→ 手が軽い
- 枯れる（かれる）
場に出切ってしまうこと。
- 躱し手（かわして）
相手の大物手を蹴る（阻止する）ための早アガリ・安アガリのこと。
- 嵌搭（カンター）→ カンチャン搭子のこと。
- 嵌張待ち（カンチャンまち）・嵌張聴 （カンチャンテン）
- 槓（カン）
- 槓ウラ（カンうら）
- 槓材（カンざい）
ポンをしている状況において、そのポンした明刻に加槓できる4枚目の牌のこと。
あるいは、大明槓ができる可能性のある暗刻のこと。
- 完全先付け、完先（かんさき）
- 槓子（カンツ）
- 槓ドラ（カンドラ）
- ガン牌
牌の背あるいは側面にキズや印がついている牌のこと。また、それを利用したイカサマ技のこと。
- 槓振り（カンぶり）→ ローカル役のひとつ。
- キー牌（きーはい、きーぱい）
手役の成就あるいはアガリの成就のためにキーとなる牌のこと。
- 利き風、効き風（ききかぜ）
風牌のうち、役牌として使える牌。客風牌の対義語。
- 危険牌
- キック、キック手（キックて）
相手の大物手を蹴るアガリのこと。ピンフのみやタンヤオのみの手は「のみキック」とも。
- 決め打ち（きめうち）
非常に早い段階から最終的なアガリ形を想定して手作りすること。捨牌の合理性が薄くなり待ちを読みにくくさせる戦法。牌効率を度外視した切り出しになることが多い。
- 客打ち（きゃくうち）
雀荘用語。メンバーが店で客として打つこと。
- 客風牌（きゃくふうはい、コーフォンパイ、おたかぜ）
- 逆モーション（ぎゃくモーション）
手積みの麻雀において、洗牌して山を積む際に逆の積み方をすること。手積みでは通常「先に並べた一列」を「後に並べた一列」の上に乗せる。これに対し逆モーションは「先の一列」の上に「後の一列」を乗せる。すなわち牌山の上下が逆になる。手積み麻雀においてはマナー違反とされる。マナー違反とされる理由は、元禄積みや天和ツバメ返しといった積み込み技の仕込みの一環として逆モーションが使われるため。その理屈を簡単に説明すると以下のようになる。
  1. 積み込み技においては「先に並べる一列」のほうに好牌を積み込みやすく、場合によってはアガリ形をそのまま積み込んでしまえる。
  2. 天和ツバメ返しにおいてすり替えられるのは下山。あるいは、南家や北家のときに元禄積みになったツモ牌をツモってくるのは下山から。
  3. アガリ形を積み込んだ列、あるいは元禄を積み込んだ列を下山にするには、逆モーションで山を積む必要がある（通常の順モーションでは仕込んだ列が上山になるのでダメ）。
  4. ということは、逆モーションを使ったのはツバメ返しや元禄積みを成功させるためである。
  5. これすなわちマナー違反なり。

という理屈。阿佐田哲也の『麻雀放浪記』には、上記のような通念を逆手に取った登場人物の一人が、わざと逆モーションを使って相手を罠にかけるくだりがある。
- キャタピラー
イカサマの一種。牌山をいじってツモ筋をずらす技。上ヅモ左端の牌を下ヅモ左端に降ろし、下ヅモ右端の牌を上ヅモの右端に上げると同時に上山を1牌分左にずらす。これでツモ筋が対面同士で入れ替わる。
- ギャル雀（ギャルじゃん）
若い女の子を多くメンバーとして雇っている雀荘のこと。また、狭義には若い女の子しか雇っていない雀荘のこと。
- ギャルメン
ギャル雀のメンバー。
- 鏡同和（きゃんどんほー）→ ローカル役のひとつ。
- 九種九牌（きゅうしゅきゅうはい）
- 九筒撈魚（きゅーぴんらおゆい、ちゅーぴんらおゆい）→ ローカル役のひとつ。
- 競技麻雀、競技ルール
- 強打（きょうだ）
  1. 危険牌を通すこと。
  2. ツモ牌や捨て牌を強く卓に叩きつけること。傷がついたり・割れたり欠けたりした牌はガン牌となってしまうため、その牌を交換する必要があり、牌の替えがきかない場合はすべての牌を取り替えなくてはならなくなってしまう。そのため、多くの雀荘では厳しく禁止されている。また、叩きつけた衝撃で牌山が崩れることで対局の進行に影響を与える、強打そのものが威圧行為にあたるという意味でもマナー違反となる。
- 供託
- 局
- ギリ師（ギリし）
抜き技や拾い技を使うイカサマ師のこと。山や河から不正に牌を持ってくることを「牌をぎる」と言うことから。
- ぎる
山や河から不正に牌を持ってくること。イカサマ行為。カタカナ交じりで「ギる」と表記されるほか、「盗る」と当てて「ぎる」と読ませている例も見られる。
- 金鶏独立（きんけいどくりつ、ちんちとうりい）→ ローカル役のひとつ。
- 近麻（きんま）→ 麻雀誌「近代麻雀」の略称。
- 金門橋（きんもんきょう、ゴールデンゲートブリッジ）→ ローカル役のひとつ。
- 喰い替え・鳴き返し
- 喰い下がり（くいさがり）
副露によって役の値段が1飜さがること。
- 喰い下げる（くいさげる）
チーまたは下りポンによって、自分に必要な牌や他家に有利な牌（要牌）を下家に喰い流してしまうこと。
  - 喰い断（くいタン）→ 断么九#クイタンのありなし
- 喰い取る（くいとる）
副露によってツモ筋が変わり、本来なら他家がツモるはずだった牌をツモってくること。また、特に有効牌やアガリ牌、ドラなどを他家から奪う形でツモってくること（無論ムダヅモを喰い取る場合もある）。
4人打ち・3人打ちに関わらず、また自分が何家であるかに関わらず、副露した次の巡目からは、その副露をさせた者がツモるはずだったツモ筋の牌をツモってくる。たとえば南家からポンした場合、次以降のツモは本来南家がツモるはずだったツモ筋の牌である。
- 喰い流す、喰い流れる（くいながす、くいながれる）
副露によってツモ順が変わり、自分がツモるはずだった牌が他家に流れること。あるいは他家がツモるはずだった牌を自分がツモってくること。
- 喰い伸ばす（くいのばす）
たとえば2456の形から3を嵌張でチーし、そののちに4-7の両門もチーして2面子を完成させること。すなわち、「1面子+隣接する余剰牌」の形から2回の副露で2面子を作ること。
- 喰う → 副露すること
- 空中戦
副露が飛び交う状況のこと。特にカン、ポンが飛び交い、ツモ番が飛ばされる状況をさす。場を荒らした時に起きることがある。
- 偶然役（ぐうぜんやく）
海底や河底、嶺上開花、一発など、偶然性に強く支配される役の総称。天和・地和・人和も偶然役に分類される。「偶発役」とも。
- 空ポン、空チー、空カン、空行為（くうポン、くうチー、くうカン、くうこうい）
ポン・チー・カンの発声を行い、直後に取り消すこと。ペナルティは多くの場合1000点を場に供託、ルールによってはアガリ放棄。
- 愚形（ぐけい）
優秀とは言えない待ちのこと。嵌張待ちや辺張待ちの総称・俗称。悪形（あっけい）とも。愚形のままかけるリーチは「愚形リーチ」と呼ばれる。対義語は「好形」または「良形」。
- クズ牌（くずはい）→ 使い勝手の悪い牌のこと。
- クズ手、屑手（くずて） → 安い手のこと。ゴミ手に同じ。
- 下りポン（くだりポン）
上家からポンすること。下家・対面からのポンとは違い、下家にツモの機会を増やさせないというメリットがある。
- くっつき聴牌（単に「くっつき」とも）
- クビ
ビンタ麻雀において、支払いの額を倍にするか否かの基準点のこと。ほとんどの場合配給原点（25,000点）をクビとする。
- 黒五（くろご、くろウー）
赤くない五の牌のこと。
- 黒棒（くろぼう）
100点棒のこと。
- 黒棒差（くろぼうさ）
おもにオーラスで、1,000点未満もしくは同程度の微差であること。
- 形式聴牌、ケーテン
- 毛虱・イソコ → 一索の俗称。
- ゲタ牌
大きめに作られた牌の俗称。麻雀牌#牌の大きさを参照。
- 健康麻将（けんこうマージャン）
井出洋介が提唱する「健全な麻雀」「賭けない麻雀」の総称。「麻雀」ではなく「麻将」と表記する。健麻。
- 懸牌（ケンパイ）→ 懸賞牌の略称。ドラの古称。
- 懸賞牌 → ドラの古称。
- 現張り（げんばり）
リーチ者の現物、あるいは目立っている副露者の現物を待ちにして聴牌していること。
- 現物（げんぶつ）
- 現物ドラ（げんぶつどら）、ドラは現物牌（ドラはげんぶつはい）
ドラ表示牌の次の牌をドラとするのではなく、ドラ表示牌そのものをドラとするルール。古典ルールのひとつ。
対義語は「ネクストドラ」「ドラはネクスト」
- 圏風牌（けんふぉんぱい、けんぷうはい）→ 場風のこと。
- 元禄（げんろく）、元禄積み → 積込み技の一種。イカサマ。
- 子
- 紅一点（こういってん）→ ローカル役のひとつ。
- 豪運（ごううん）
非常に運に恵まれていること。あるいはその運そのもの。漫画家伊藤誠の造語。
- 刻子（コーツ）
- 高点法
- 好牌（こうはい）
おもに使い勝手のいい牌・中張牌のこと。あるいは自分にとって有効な牌のこと。
- 好牌先打（こうはいせんだ）→麻雀の戦術#麻雀の戦術に関する格言
- 荒牌平局（こうはいへいきょく、ファンパイピンチュイ）
流局のこと。特に海底牌に対して誰もアガリを宣言せず、かつ、誰も流し満貫を成立させていない場合の流局のこと。単に「荒牌」、あるいは単に「平局」とも。
- 客風牌（コーフォンパイ、きゃくふうはい、おたかぜ）
- 黒一色（こくいーそー、へいいーそー）→ ローカル役のひとつ。
- 腰（こし）
上家の切った牌を鳴くかどうか迷い、小考または長考すること。腰を使った牌を「腰牌（こしはい）」と言う。
- 腰軽（こしかる）、腰が軽い（こしがかるい）
門前重視ではなく、副露できる牌が出ればすぐに副露し、得点の高さよりも早くアガることを優先する打ち方、あるいはそのような打ち筋の傾向。門前派の打ち手が副露を多用する打ち手を批判的に捉えるニュアンスを含んでいる。
- ご祝儀
一発赤ウラにつくチップのこと。あるいは役満をあがった時に支払われる役満ご祝儀のこと。祝儀。
- 誤ツモ（ごツモ）→ 麻雀の反則行為#和了時の間違い
- 小手返し（こてがえし）
捨て牌時に、手出しかツモ切りかを他者に知られないために、ツモ牌を一瞬にして手牌の一部に組み込ませる技術。また、手持ち無沙汰のとき、手牌の端にある牌で行われる。
- 5ノコ、5幢残し（ごのこ、5とんのこし）
配牌時の取り出しに関する俗語。出目が右10のとき、該当する山の左から5幢を残して配牌を取り出す。
- 小場（こば）
点棒の移動が少なく、4人ともあまり点差が開いていない場のこと。対義語は「荒れ場」。
- ゴバラ
雀荘用語。500円玉を100円玉に両替すること。あるいは千円札を500円玉に両替すること。どちらの意味で使われるかは人によって異なる。
- コマ両（こまりょう）
細かく両替すること。すなわち紙幣を硬貨に両替すること。
- 五三（ゴミ）→ 子の30符1飜のアガリに対する支払いのこと。親500点/子300点（5本3本）の支払いになることから。#満貫以下の点数の俗称も参照。
- ゴミ手（ごみて）
子30符1飜の500点-300点を「ゴミ」と申告することから、つまらない手、ゴミのような価値しかない手のこと。もしくは同程度の安い手のこと。
- 古役（こやく）
古いルールで採用されていた役のこと。
- 孤立牌（こりつはい）
対子も搭子も構成していない浮き牌のこと。
- 誤ロン（ごロン）→ 麻雀の反則行為#和了時の間違い
- コンビ打ち
2人もしくは複数の者が裏で手を組んで打つこと。イカサマの一種。ただし、フィクションやゲームなどでは、コンビ打ちを前提としてルールや勝利条件が設定されている場合がある。

## さ行
- 最高形（さいこうけい）
配牌や手牌から目指せる、最大限の点数となる形。アガリ形にも聴牌時にも使う（用例：「最高形を目指すために聴牌を取らず、一向聴に戻した」）。
- 採譜（さいふ）
牌譜をとること。
- 先開け
- 先切り
  1. 比較的早い段階で搭子や対子に固定すること。たとえば778から早い段階で7や8を切ること。
  2. 相手の当たり牌になる前に危険牌や不要牌を処理すること。
  3. 上家が牌を捨てていない段階で先ヅモし、そのうえ打牌までしてしまうこと。これは重篤なマナー違反。厳重注意の対象。
- 先付け
- 先自摸（さきヅモ）
- 刺さる（ささる） 
放銃すること（用例：「立直の一発目だから安全牌を、と思って切った北が地獄単騎の七対子に刺さった」）。
- 差しウマ（サシウマ）
- 差し込み（さしこみ）
何らかの意図をもってわざと振り込むこと。A家の高い手を阻止するためにB家の安い手に振り込む、自分が大量リードしているときに場を廻すために振り込むなど。
- サマ → イカサマの略。
- サマ師（サマし）イカサマ師のこと。
- 晒す・曝す（さらす）→ 副露すること。
- 触らずの十四枚（さわらずの14まい）
上下点対称な14枚（索子の245689、筒子の1234589、字牌の白）のこと。牌の上下を揃えたがる初心者でも上下をひっくり返すことがないことから。厳密には白とリャンピン以外には上下が存在する。
- 3確（さんかく）
オーラスで3着確定のアガリをすること。3チャ確。
- 3欠け（さんかけ、スリーかけ）
雀荘用語。それまで卓に入っていた4人のうち3人がやめてしまうこと。
- 三元牌（さんげんパイ・サンユエンパイ）
- 三色通貫（さんしょくつうかん）、三色一通（さんしょくいっつー）→ ローカル役のひとつ。
- 三色同碰（さんしょくどうポン）→ 三色同刻の別称
- 三色連刻（さんしょくれんこう）→ ローカル役のひとつ。
- 散家（さんチャ）→ 子のこと。対義語は「荘家」。
- 3チャ → 3着のこと。
- 3着目、3チャ目 → 現時点で3着につけている人のこと、またはその状態。
- 三家和（サンチャホー）・三家和流れ（サンチャホーながれ）
- 三同刻（さんどうこう）→ 三色同刻の略称
- 三同碰（さんどうポン）→ 三色同刻の別称の略称
- 3抜け（さんぬけ）
5人以上で交代で麻雀するときに前回3着だった者が次のゲームで抜け番になるという取り決め。
- 3ノコ、3幢残し（さんのこ、3とんのこし）
配牌時の取り出しに関する俗語。出目が左12のとき、該当する山の左から3幢を残して配牌を取り出す。
- 三牌ヅモ（さんはいづも）
一度に三枚の牌をツモってくること。イカサマの一種。
- 三倍満（さんばいまん）
- 3入り（さんはいり、スリー入り）
雀荘用語。メンバーが3人1つの卓に入ること。
- 三風刻（さんぷうこー）→ ローカル役のひとつ。
- 三麻（サンマ）
- 三連刻（さんれんこう）→ ローカル役のひとつ。
- 十二落抬（しーあるらおたい）→ ローカル役のひとつ。
- 十三無靠（しーさんうーしー）→ ローカル役のひとつ。
- 十三不塔（しーさんぷとう、しーさんぷーた）→ ローカル役のひとつ。
- 十三么九（しーさんやおちゅう）→ 国士無双の古称・別称。
- 十三龍門（しーさんろんめん）→ 国士無双の古称・別称。
- 十四不塔（しーすーぷとう、しーすーぷーた）→ ローカル役のひとつ。
- Cトップ（しーとっぷ）
ブー麻雀の用語。3人浮きのトップのこと。マルC。チンマイ。
- 洗牌（シーパイ）
- 仕掛け、仕掛ける
狭義にはチーまたはポンをすること。広義にはリーチなど何らかのアクションをすること。
- 自風（じかぜ、じふう）→ 門風牌（メンフォンパイ）
- 地獄待ち（じごくまち）・地獄単騎（じごくタンキ）
- 沈みウマ（しずみウマ）
- 下ヅモ（したヅモ）
牌山の下の一列のこと。
- 七福星（しちふくせい）→ ローカル役のひとつ。大七星の別称。
- 自動卓（じどうたく）→ 全自動麻雀卓
- 死に面子（しにメンツ）
桜井章一の造語。配牌からある未完成の面子がなかなか完成面子にならない場合、「死に面子」であるという。温存していても面子にならないので、たとえ両門搭子であっても切り出していくべきだとしている。
- 字牌（じはい、ツーパイ）
- 字牌の単騎は生牌で待つな → 麻雀の戦術#麻雀の戦術に関する格言
- 芝棒（しばぼう）
100点棒のこと。あるいは、連荘時の本場数を示す積み棒のこと。
- 絞る（しぼる）
他家が鳴くかもしれない牌を、鳴かせないように切らないこと。「絞り」とも言う（用例：「彼は絞りが厳しいのでまったく鳴けない」）。
下家に対してチーされないように努めて打つことを指す場合が多い。また、下家だけでなく対面や上家に対しても、役牌やドラ、生牌を切らないように打つことも含む。
- 下家（シモチャ）
- 三味線・口三味線を弾く・シャミ・クチジャミ
三味線の正しい意味は「紛らわしいこと」。口三味線の場合、「紛らわしいことを言う」。特に自分の手牌に関する情報をわざと言うこと。マナー違反。まったくの嘘を三味線と言う人もいるが、誤用である。
例：「（高目を引けば倍満の聴牌だったのに）安目引いちゃったよ」と言って相手を油断させ、ドラ3の手をあがるなど。実際に高目を引いていれば本当に倍満の聴牌になっていた牌姿であろうと、安いことを匂わせて高い手をあがることは重大な信義違反。
ほかにも、まったく不要な牌で迷った振りをする「手三味線」などがある。
- 西入（シャーニュウ）
- 骰子（シャイツ）→ サイコロのこと。
- シャボ → シャンポンの俗称。
- シャバトツ → 西場に突入の略。
- 邪魔ポン（じゃまポン）
他家のチーを妨害するポンのこと。
- 車輪役（しゃりんやく）→ 大車輪や小車輪の総称。
- 雀鬼（じゃんき）
桜井章一のこと。あるいは桜井章一の二つ名。関連項目として雀鬼会、雀鬼流。
- 雀球（じゃんきゅう）→ パチンコと麻雀を組み合わせた遊戯機のこと。
- 向聴（シャンテン）
  1. 聴牌までの近さを数える単位。向聴数。
  2. 一向聴の略。
- 向聴戻し（シャンテンもどし） → 一向聴#向聴取らずと向聴戻し
- 雀クマ（じゃんくま）
雀ゴロに同じ。単に「クマ」とも。
- 雀豪（じゃんごう）
  1. 麻雀が強いことで有名な人のこと。
- 雀ゴロ（じゃんごろ）
麻雀を打って生計を立てている人のこと。
- 雀聖（じゃんせい）
阿佐田哲也のこと。
- 雀荘（ジャンそう）
- 雀卓（ジャンたく）
- 雀風（じゃんぷう）
その打ち手の打ち方の傾向や特徴。打ち筋のこと。
- 雀棒 → アルカノイドと麻雀を組み合わせたゲーム。
- 雀ボーイ（じゃんボーイ）
麻雀店のボーイ。
- 双碰待ち（シャンポン待ち）、双碰聴（シャンポンテン）
- 雀屋（じゃんや）→ 雀荘のこと。
- 雀力（じゃんりょく）→ 麻雀の実力のこと。
- 雀歴（じゃんれき）→ 麻雀歴のこと。
- 充分形（じゅうぶんけい）
受け入れや待ちが広く、得点的にも期待値が高い形のこと。
- 順位ウマ
- 順位戦（じゅんいせん）
一般的にオーラス終了時の持ち点を元に精算額が決まるが、順位戦の場合は持ち点にかかわらず、オーラス終了時の着順だけで精算額が決まるシステムである。
そのため、25,000点持ちスタートの場合、24,900点のラスでも、トビのラスでも同じである。
精算が持ち点に関係しないため、オーラスの点棒のやり取りは省略されることが多い。
また、チップがある場合を除いて着順の変わらないオーラスのあがりは無意味である。
- 純カラ（じゅんカラ）
純粋に空っぽの略。河や他家の牌で既に4枚使われていて、そのままではいくら待っても面子や頭にならずあがれないこと。
- 順子（シュンツ）
- 純麻雀（じゅんマージャン）
浅見了が考案した競技麻雀の一種。
- 条件（じょうけん）
オーラスで自分の順位を上げるのに、特にトップとなるために必要な点数とあがり方のこと。またその状況。
（例：「ハネツモ条件（跳満のツモあがり）」、「満直条件（満貫直撃＝特定のプレイヤーからの満貫ロンあがり）」）
- 正直者は場を見る → 麻雀の戦術#麻雀の戦術に関する格言
- 常時ドラ（じょうじドラ）
常にドラとして扱われる牌のこと。赤ドラなど。
- 小車輪（しょうしゃりん）→ ローカル役のひとつ。
- 少牌（しょうはい・シャオパイ）
- 定牌（じょうはい）
セオリー通りの打牌選択のこと。定石。
- 生牌（ションパイ）、初牌（しょはい）
まだ場に1枚も出ていない牌のこと。特に役牌について言われることが多い。生牌も初牌も意味は同じ。
- 序盤の裏スジ、中盤のまたぎスジ
- 心牌・心張牌（しんぱい・しんちゃんぱい）
いずれも数牌の5のこと。
- 四開槓（スーカイカン）、四槓散了（スーカンサンラ）、四槓流れ（スーカンながれ）
- 四家立直（スーチャリーチ）
- 四字刻（すーつーこー）→ ローカル役のひとつ。
- 数牌（すうぱい、シューパイ、かずはい）→ 数字の牌（字牌以外の27種）の総称。
- 四風子連打（スーフォンツリェンター）・四風連打（すーふーれんだ）
- 四連刻（すーれんこう）→ ローカル役のひとつ。
- スカート
正しい場所ではない場所から牌をツモってきてしまうこと。スカートがあった場合、牌山の端の上ヅモが1枚欠けた状態になる。誰ひとり気付かないこともままあり、気付いたとしてもいつ誰が間違ってツモったのか分からず、そのまま続行するしかない場合も多い。なおその場合は、スカートされた箇所までツモ筋が1つずれた状態になる。
俗語なので語源の詳細は定かではないが、牌をツモることを「牌をめくる」と言うことがあり（リーチ合戦のことを「めくりあい」と言うなど）、「めくる」→「めくってはいけない場所をめくる」→「スカートをめくる」への連想から、この状態を「スカート」「スカートめくり」と呼ぶようになったものと考えられる。
- 筋（スジ）
- 筋牌刻（すじパイコー、チンパイコー）→ ローカル役のひとつ。
- スジ引っかけ・スジ待ち
- スッタン → 四暗刻単騎の略。
- 捨て牌、捨牌（すてはい）
切り出した牌、および切り出した牌を並べた河のこと。
- 捨て牌相、捨牌相（すてはいそう）
河に捨てられている牌から読み取れる何らかの特徴。
- 3欠け（スリーかけ、さんかけ）
雀荘用語。それまで卓に入っていた3人がやめてしまうこと。
- 3入り（スリーはいり、さんはいり）
雀荘用語。メンバー3人が卓に入り、麻雀を打つこと。多くの場合は1つの卓で客1名・メンバー3名で打つことを指すが、店内状況を説明する際に、複数卓の合計でスリー入りしているという使い方もされる。
- スリーラン → 三家和の俗称。
- 正着、正着打（せいちゃく、せいちゃくだ）
切り牌の選択においてもっとも正しい選択と考えられる打牌のこと。おもに牌効率の点でもっとも効率の高い打牌。
- 責任払い（せきにんばらい）
- 絶一門（ぜついちもん・ツェーイーメン）
- セット
雀荘用語。4人またはそれ以上の人数で連れ立って雀荘に行き、貸卓を借りて麻雀を打つこと。対義語は「フリー」。
- 全欠け（ぜんかけ）
雀荘用語。4人ともゲームをやめること。
- 疝気筋（せんきすじ）
「裏スジの裏スジ」のこと。たとえば3の裏スジは4-7、その裏スジの5-8が3の疝気スジ。
- 宣言牌（せんげんはい）→ リーチ宣言牌の略。
- 全自動麻雀卓 - 代表的な商品名としては『アモス』『アルティマ』（配牌完了型）『雀豪』『雀夢』がある。
- 全体役（ぜんたいやく）
手牌全体が条件を満たしていなければならない役の総称。たとえばタンヤオは手牌全体が中張牌で構成されていなければならず、対々和は手牌全体が刻子、清一色は手牌全体が一色に染まっていなければならない。
全体役の対義語は「部分役」。
- 尖張牌（せんちゃんぱい）→ 数牌の3と7のこと。「尖牌」も同義。
- ゼンツ・全ツッパ
（おもにリーチに対して）おりないこと。危険牌であろうがいらなければ全て切るという打ち方。
- 千点加符（せんてんかふ）
三人麻雀における得点計算の方式のひとつ。四人打ちでの点数計算と同じ計算をし、子のツモアガリの場合は親の払いと子の払いにそれぞれ1000点をプラスする。それによりツモアガリした場合の得点とロンアガリした場合の得点が近似する。詳細は三人麻雀#ツモとロンの差および三人麻雀#比較表を参照。
- 洗牌（せんぱい、シーパイ）
  1. 前の局の終了後、次の局の開始前に、すべての牌をジャラジャラとかき混ぜること。洗牌してから牌山が積まれる。この意味のときは読みは「せんぱい」とも「シーパイ」とも読む。
  2. 雀荘用語で、牌の汚れを洗い落とすこと。多く場合、すべての牌を並べ、濡れたおしぼりや薬剤（雀牌用の洗剤）を塗布したおしぼりで1面1面拭いてきれいにする。まれに自動の洗牌機を備品として設置している店舗もある。なお、この意味の時は「せんぱい」と読み、「シーパイ」とは読まない。
- 尖牌（せんぱい）→ 数牌の3と7のこと。「尖張牌」も同義。
- 全入り（ぜんはいり）
雀荘用語。勤務中のメンバー（従業員）全員が卓に入ること。
- 千両（せんりょう）
雀荘用語。千円札を両替すること。
- 総ウマ・総サシ
- 索子（ソーズ）
- 荘家（そうチャ、チャンチャ）→ 親のこと。対義語は「散家」。
- 総馬身（そうばしん）
- 双竜争珠（そうりゅうそうじゅ、シャンロンチョンチュ）→ ローカル役のひとつ。
- 即リー 
聴牌したときにすぐに立直をかけること。即リーチ。棒テン即リー全ツッパも参照。
- 即ヒッカケ（そくヒッカケ）→ リーチ宣言牌のスジで待つこと。「もろヒッカケ」「モロヒ」とも。立直#引っかけ立直および筋_(麻雀)#スジ引っかけ参照。
- 外ウマ（そとウマ）
- 外筋（そとスジ）
牌山を17幢で積んだ場合、端から奇数番目のツモ筋が外スジである。対義語は「内スジ」。
- ソバ聴（そばテン）
最後に捨てた手出し牌の近辺が待ちになっている聴牌のこと。また、リーチ宣言牌の近辺が待ちになっているリーチを「ソバ聴リーチ」と言う。
- 染め手（そめて）
混一色や清一色などの、一つの色だけを使った手役の総称、俗称。一色手。
- 染め屋（そめや）
染め手を作っているプレイヤーのこと。
- ゾロ目ダブドラ
開局時のサイコロがゾロ目だったときに、ドラ表示牌を開局当初から2枚めくるルール。

## た行
- 搭子（ターツ）
- 多牌（ターはい・ターパイ）
- 代打ち（だいうち）
雇い主の代わりに麻雀を打つ者のこと。あるいはそれをなりわいとする者。裏プロ。
- 大車輪（だいしゃりん）→ ローカル役のひとつ。
- 大数隣（だいすうりん）→ ローカル役のひとつ。
- 代走（だいそう）
雀荘用語。トイレに行く、食事をする、用事で電話するなどの理由で客が一時的に卓を抜ける際、メンバー（従業員）が代わりに卓に入ること。ピンチとも。対義語は「本走」（ほんそう）。
- 代打（だいだ）→ 雀荘用語。代走に同じ。
- 大竹林（だいちくりん）→ ローカル役のひとつ。
- 大七星（だいちせい）→ ローカル役のひとつ。字一色七対子の別称。
- 大名打ち（だいみょううち）、大名麻雀（だいみょうマージャン）
手役を狙い、できるかぎり高く手を作る打ち方のこと。スピードに劣るが、手作りが成就したときの得点的破壊力は高い。また、勝負にこだわらず手役作りを楽しむ打ち方のこと。
- タイムラス
雀荘用語。時間によってはこれでラスハンの意。ラスハンコールの一種。
- 高目（たかめ）
- 卓掃（たくそう）→ 雀荘用語。雀卓を清掃すること。
- 卓代（たくだい）→ 雀荘用語。貸し卓の代金のこと。
- 卓割れ（たくわれ）
その日の麻雀が終了し解散すること。
フリーにおいては、2欠けや3欠けになってメンバーや別の客を卓に入れられず、卓組みの維持ができなくなり、その卓での麻雀はいったん終了となること。単に「割れ」「割れる」とも言う。
- 打撃派（だげきは）
常にあがりや最高形を目指す、攻撃的な打ち筋の打ち手のこと。
- 竹牌（たけはい）
牌の背が竹でできている雀牌のこと。
- タコ
下手な人のことをいう蔑称。また、麻雀における下手な行為に対してつける接頭辞。
  - タコツッパ

（おもにリーチに対して）むやみやたらに突っ張ること。
  - タコ鳴き（たこなき）

下手な副露のこと。
  - タコ立直（タコリーチ）

明確に下手な立直のこと。
- 多重、多重アクセス → オンライン麻雀における不正行為のひとつ。
- タチ親（たちおや）→ 東1局の東家のこと。出親。
- 立ち番（たちばん）→ 雀荘用語。接客やお茶出しなどはするが、卓には入らないメンバー。
- タテチン、タテホン → それぞれメンゼンの清一色、混一色のこと。
- 打牌（だはい） → 自摸の直後などで手牌が14枚あるとき、河に1枚切る行為。摸打#打牌を参照。
- 旅打ち（たびうち）→ 各地の雀荘を回りながら放浪すること。各地の雀荘を順に遠征すること。
- ダブドラ・Wドラ
ドラ表示牌と槓ドラ表示牌が同一の時に1枚持っているだけで2飜と計算されるドラのこと。あるいは、ドラ表示牌が4のときの赤牌のこと。また、開局時からドラ表示牌を2枚開くルールのことをダブドラルールと言うこともある。
- ダブルバック → おもに役牌の対子を2つ持っている状態でほかの部分から仕掛けること。いずれどちらかが刻子になって役がつく。
- ダブル面子落とし（メンツおとし）
6677などの形から6と7を切り出していくこと。河に6と7が並び、手の内には67と残るため、後々の迷彩になる。
- ダブル役満
- 両家和・二家和（ダブロン）
- 黙聴、ダマ聴（だまテン）
- 多門張（タメンチャン）、多門聴（タメンテン）
- 単騎は西で待て（ドラで待て） →麻雀の戦術#麻雀の戦術に関する格言
- 単騎待ち（たんきまち）・単騎聴
- ダンゴ場（だんごば）→ トイツ場のこと。
- 攤牌（タンパイ） → 手牌を倒し、公開すること。
- 断紅和（タンフォンホー）→ ローカル役のひとつ。
- 断ラス（ダンラス）→ おもにオーラスや終盤で断然最下位（ラス）にいる者のこと。あるいはその状態。
- 単竜、単龍（たんろん）→ ローカル役のひとつ。
- 吃（チー）
- 七星無靠（ちーしんうーしー）→ ローカル役のひとつ。
- 起家（チーチャ）
- 起家マーク（チーチャマーク）
- チー聴（チーてん）→ チーして聴牌すること。類語に「ポン聴」。
- 砌牌（チーパイ）→ 洗牌のあと、牌を裏向きにして一列ずつに並べること。
- チェック、チェック牌
雀荘用語。誤って見せてしまった牌（見せ牌）や、鳴くかどうか迷った牌（腰牌）に対し、その牌での出アガリを禁止するルール。またはその牌のこと。
- チップ → 祝儀のこと。おもに一発赤裏につく祝儀のこと。
- チップ麻雀 → 点棒のほかにチップのやり取りをするルールの麻雀のこと。また、点棒と比較してチップの比重が高い麻雀のこと。
- 千鳥（ちどり）、千鳥積み → 積込み技の一種。イカサマ。
- 遅ポン（ちぽん）
発声がワンテンポ遅れたポンのこと。発声優先のルールでは、他家が先にチーの発声をしていた場合はポンを認められない。
- 茶ガラ、茶ガラ麻雀 → 一局精算の麻雀のこと。
- 中国麻雀
- 中車輪（ちゅうしゃりん）→ ローカル役のひとつ。小車輪参照。
- 見和即和（チェンホーチーホー）→麻雀の戦術#麻雀の戦術に関する格言
- 長考（ちょうこう）
摸打において、打牌に迷って長い時間考えること。ツモってから切るまでは数秒以内でテンポよく行動することが望まれる。
- 頂三刻（ちょうさんこう）→ ローカル役のひとつ。
- 長打（ちょうだ）→跳満や倍満などの高い手のこと。野球における長打からの借用語。
- 跳牌刻（チョウパイコー・とびパイコー）
- 籌馬（チョーマ）→ 点棒のこと。
- チョンチョン → 親が配牌の時に最後に取る2枚のこと。配牌#配牌の手順参照。
- チョンボ・錯和・冲和
- 遅ロン（ちろん）
著しく遅れた発声でロンを宣言すること。マナー違反としてアガリを認められない場合が多く、場合によってはトラブルのもとになる。
- 清盃口（ちんぺーこー）→ ローカル役のひとつ。
- 清麻雀（ちんまーじゃん）→ 花牌を用いない麻雀のこと。対義語は「花麻雀」。
- チンマイ → ブー麻雀の用語。Cトップ（3人浮きのトップ）のこと。
- 字牌（ツーパイ、じはい）
- 2欠け（ツーかけ、にかけ）→ 雀荘用語。それまで卓に入っていた2人がやめてしまうこと。
- ツーチャンス
自分の手牌と捨て牌で2枚見えている牌の外側の牌のこと。要するに無スジ。類語に「ワンチャンス」「ノーチャンス」。
- 2入り（ツーはいり）→ 雀荘用語。メンバー2人が1つの卓に入ること。
- ツーラン → 二家和の俗称。
- 絶一門（ツェーイーメン・ぜついちもん）
- 掴み取り（つかみどり）
場決めの際に、風牌4枚を伏せて並べ、4人にそれぞれ選んでもらうことで席順を決めること。通常東の牌を引いた者を「仮東（かりトン）」と呼び、仮東は東席をどの席にするか決めることができる。
場合によっては風牌4枚のほかに白を加えて5枚にし、白を選んだ者にどの席を基準の席にするか委ねる。たとえば白を引いた者はもう一度引き、それが西だった場合はどの席を西家とするか決められるということ。
- ツカン → ついていない状態のこと。
「ツカンポ」も同義。
「ツカンコ」はついていない人のこと。
「ヅガン」はひどくついていない状態のこと、あるいは片山まさゆきのマンガ『スーパーヅガン』の略称。
- 燕返し（つばめがえし）→ イカサマ技の一種、あるいはローカル役の一種。ローカル役については麻雀のローカル役#燕返しを参照。
- 積み込み（つみこみ）- イカサマ技の一種。
- 積み符（つみふ）
- 積み棒（つみぼう）→ 連荘時や流局時に本場数を表示するために卓の端に置かれる百点棒のこと。麻雀の得点計算#積み符参照。
- ツメシボ → 雀荘用語。冷たいおしぼりのこと。凍ったまま出されることもある。
- 自摸（ツモ）→ 摸打もしくは門前清自摸和
- ツモスー → シャンポン形の待ちからツモ上がりした場合の四暗刻のこと。
- ツモ筋（ツモすじ）
各プレイヤーがツモってくるツモ牌の並びのこと。副露が入っていない場合、東家と西家のツモ筋は上山の内スジと外スジ、南家と北家のツモ筋は下山の内スジと外スジである。副露が入るとツモ筋はズレる。
- 自摸八（ツモはち）
平和ツモありのルールのときに、自摸符の2符を計算しないという取り決めのこと。自摸八計算とも。「ツモって80点」の略（80点とは、古い点数計算体系におけるアガリ点の最低点のこと）。点数計算における不整合に対する是正措置（平和 (麻雀)#ピンヅモのありなしも参照のこと）。
- ツモ符 → ツモアガリしたときにつく2符のこと。麻雀の得点計算#符の計算参照。
- ツモ減り（つもべり）
三人麻雀における得点計算の方式のひとつ。四人打ちでの点数計算と同じ計算をする方式。1人少ないので、それによりツモアガリした場合はロンアガリの場合より得点が減ってしまう。ツモ損ともいう。詳細は三人麻雀#ツモとロンの差および三人麻雀#比較表を参照。
- 自摸和（ツモホー）→ 門前清自摸和
- 吊り芸、吊り技（つりげい、つりわざ）
牌を隠し持つことを「牌を吊る」と言う事から、そのような手段のイカサマ技のことを指す。
- 出親（でおや）→ 東一局の東家のこと。あるいは東一局が東家で始まる席順のこと。
- デカ～
レートで10倍を意味する。たとえばデカピンなら千点=10（デカ）×100（ピン）=1,000円、デカデカピンでは千点1万円となる。
- 手が重い（重い手とも）
  1. 刻子が多かったり、ドラの暗刻はあるがそれ以外はバラバラなど、得点は高いが、アガることはおろか聴牌自体が難しそうな配牌のこと。安い手でもいいのでとにかくアガりたいときに、否定的な意味で使われることが多い。
  2. 引きが弱く、巡目を重ねても一向にシャンテン数が減らない状況のこと。
- 手が軽い（軽い手とも）
  1. 配牌で順子が複数完成しているなど、得点は低いが、聴牌もアガリも楽そうな手牌のこと。「手が重い」とは違い、こちらは肯定的に使われることが多い。
  2. 引きがよく、簡単にシャンテン数が減っていく状況のこと。特に、早い巡目で聴牌に至ったときに使う。
- 手変わり（てがわり）
広義には、ツモってきた牌と異なる牌を切り、手牌の状態が変わること。
狭義には、聴牌している状態から別の待ちに待ちを受け変えること。
- 出禁（できん）→ 出入り禁止の略。
- 出来面子（できメンツ）
既に完成していると見なせる面子。完成面子。
- デジタル
- 出西家（でしゃーちゃ）→ 東一局が西家で始まる席順のこと。
- 鉄砲（てっぽう）
  1. 七筒の俗称。形が似ていることから。
  2. 博打用語。タネ銭を持たずに打つこと。負ければ当然支払いができない。
- 徹マン（てつまん）
- 手積み（てづみ）→ 全自動卓を使わず、手動で山を積むこと。手積み麻雀。
- 手成り（てなり）→特に手作りや役作りの工夫をせず、ツモってきた牌に従って面子を作り、手を進めること。
- 出南家（でなんちゃ）→ 東一局が南家で始まる席順のこと。
- 手牌（てはい）
- デバサイ → 出場所最高の略。ただし、点数申告に伴って「デバサイだ」などと発言することはマナー違反である。
- 手役
- 手役派（てやくは）→ 手役や得点の高さを優先する打ち手のこと。
- 出るポン見るチー → なんでもかんでも鳴く打ち方のこと。出るポン出るチーともいう。
- 手を見ず場を見よ→麻雀の戦術#麻雀の戦術に関する格言
- テンゴ → 千点50円のレートのこと。単に「ゴ」とも。
- 点棒（てんぼう）
- 聴牌（テンパイ）
- 聴牌やめ
オーラスの親が聴牌していた場合、その時点でゲーム終了にできるルール。「あがりヤメ」ルールの発展。
- 聴牌連荘、テパ連 → 親が聴牌していた場合は連荘となるルール。対義語は「アガリ連荘」。
- テンパネ → 符跳ね
- テンピン → 千点100円のレートのこと。ピンともいう。
- 天鳳（てんほう）→ オンライン麻雀のサイト名。
- 点棒状況（てんぼうじょうきょう）→ そのときの持ち点まで含めた状況のこと。
- 点リーダー（てんリーダー）→ 点箱に入れた点棒を電子機器で読み取り、各プレイヤーの持ち点を卓上などに電子表示してくれる全自動卓の総称。
- 対死（トイし、トイスー）→ おもに字牌などがモチモチになっていること。
- 対子（トイツ）
- 対子落とし（トイツおとし）→ 対子になっている牌を切り出していくこと。
- 対子場（トイツば）→ 順子ができにくく、対子や刻子ばかりできる局のこと。「ダンゴ場」も同義。
- 対面（トイメン）・対家（トイチャ）
- 推牌（トイパイ） → 残り少なくなった牌山を、取りやすいように前に出すこと。
- 導火線ルール → 割れ目ルールの一種。得点授受2倍の対象を、開門位置ではなくアガリがあった時点のツモ山とするルール。
- 頭槓和（トウカンホー）→ ローカル役のひとつ。
- 同巡内フリテン（どうじゅんないフリテン）、同巡フリテン
- 通し技（とおしわざ）→ イカサマの一種。
- 独釣寒江雪（トウチャオハンチャンシュエ）→ ローカル役のひとつ。
- 東天紅（とうてんこう）→ 三人麻雀の一種。関東サンマ。
- 闘牌（とうはい）
対局における戦いの模様や展開のこと。またその勝負記録の俗称。駆け引きなど、牌譜よりも多くのニュアンスが含まれる。
- 倒牌（とうパイ、タオパイ）
和了時や流局時、九種九牌のときなどに手牌を倒して手の内を開示すること。転じてロンアガリすること。ただし、不正な手牌の開示はチョンボになることがある。
- 東北新幹線 → ローカル役のひとつ。
- 通し（とおし）
  1. 捨てた牌にロンがかからないこと（用例：「危険牌を通す」）。
  2. イカサマの一種。通し技、サイン、ローズとも。おもにコンビ打ちにおいて、仲間同士で手牌に関する情報や当たり牌、必要牌などを教えあうこと。また、卓外にいる者（観戦者など）が卓内にいる仲間に、相手の手牌に関する情報を知らせること。
- 通らば、通らばリーチ → 「この牌が通ればリーチをかける」の意。「通らば追っかけ」など。どちらもマナー違反の発声であり、言うべきではないが、マンガなどにおいては白熱した状況を演出するためにこの言葉が用いられる。なお、リーチが初めて成文化された報知ルールではリーチ時の発声は「通れば、リーチ」が正式なものであった[1]。
- ド高目（どたかめ）→ 数種ある待ちのうち、もっとも高得点となるアガリ目。対義語は「ド安目」。
- とっぱらい → 一局精算の麻雀のこと。
- トッパン → 倍満のこと。8飜+場ゾロ2飜で10（とお）飜。また、麻雀牌を使ったゲームで「トッパン」という別のゲームが存在する。
- トップ賞
  1. オカのこと。
  2. 雀荘用語で、トップを取った者がゲーム代とは別に100円（もしくは100円前後）を店に支払う制度。つまりトップを取ると次回のゲーム代が100円高くなる。次の半荘をしない場合も徴収される。トップ賞として徴収された現金はストックされ、店舗ごとのイベントの賞金などの形で客に還元される建前である。ただし、実際のところどうなっているかあまり明瞭ではない店もある（トップ賞は徴収するがイベントなどを行わない店や、還元額が少なすぎる店など）。
- トップ振り（とっぷぶり）
前回トップだった者がサイコロを振って次の半荘の起家を決めるルール。次回の起家を決める方法としては他に、前回のオーラスでアガった者がサイコロを振るルールや、サイコロを振らず、下家方向に順番に親が移って行くルール（廻り親）などがある。
- トップ目（とっぷめ）
現時点で1位につけている人のこと。またはその状態。
- 飛ぶ、トビ → 持ち点がなくなること。ハコ、ハコテン。
  - 飛び寸（とびすん）

飛ぶ寸前の状態。大まかに言って5,000点以下、あるいは8,000点以下（つまり満貫の振り込みで飛ぶ状態）がトビ寸。
  - 飛び罰符（とびばっぷ）→ 飛ばされた者が飛ばした者に一定額を支払うルール。
  - 飛びラス（とびラス）→ 飛びの最下位。
- 飛び対子は中（なか）を切れ→麻雀の戦術#麻雀の戦術に関する格言
- ドボン → ハコテンのこと。
- ド安目（どやすめ）→ 数種ある待ちのうち、もっとも得点が低いアガリ目。対義語は「ド高目」。
- 取らず
  1. 聴牌に取れるのに敢えて取らないこと、あるいは一向聴に取れるのに一向聴に取らないこと → 一向聴#向聴取らずと向聴戻し参照
  2. 牌譜において、取らずの打牌に対して書き加えられる記号。記号ではなくカタカナで「トラズ」と書く場合もある。
- ドラ
  - ドラ受け（ドラうけ）→ ドラの受け入れのこと。また、ドラを引いても活かせる手組み・ドラを捨てなくて済む手組みのこと。
  - ドラ筋（ドラすじ）→ ドラを含むスジのこと。たとえばドラが4の時の1-4-7や、ドラが5のときの2-5-8など。
  - ドラ傍（ドラそば）→ 狭義にはドラの近接牌（1つ隣りの牌）のこと。広義にはドラのまたぎスジと同じ。
  - ドラ単（ドラたん）→ ドラ単騎の俗称。
  - ドラ吊り（ドラづり）→ イカサマ技の一種で、ドラ表示牌をめくるときに自分に有利になる牌にすり替えること。
  - ドラ爆（ドラばく）→ 爆弾積みの一種。イカサマ。
  - ドラ表（ドラひょう）→ ドラ表示牌の略称、俗称。
  - ドラまたぎ → ドラのまたぎスジのこと。たとえば4がドラなら2-5と3-6がドラまたぎ。
- ドリ → ドラのこと。
- トリプル → 三倍満の俗称、またはトリプル役満の俗称。
- トリプルロン・トリロン → 三家和（サンチャホー）
- 幢（トン）
牌山の牌を数える際の単位。牌山の上下1枚ずつを1幢という。たとえばドラ表示牌をめくるのは開門位置から右に3幢目である。あるいは、配牌時に1回の動作で取ってくるのは2幢4枚である。
- 筒子（トンズ、ぴんズ）
- 東パツ（トンパツ）→ 東1局のこと。
- 東ラス（トンラス）→ 東4局のこと。おもに半荘戦における東4局のことを言う。東風戦における東4局はオーラス。
- 東發つきもの（トンぱつつきもの、トンリューつきもの）→麻雀の戦術#麻雀の戦術に関する格言
- 東南荘（とんなんそう）→ オンライン麻雀の老舗のひとつ。
- 東風荘（とんぷうそう）→ オンライン麻雀の老舗のひとつ。
- 東風戦（トンぷうせん）→ 東場のみを1ゲームとするプレイ方式。
- 東南戦（トンナンせん）→ 半荘を1ゲームとする一般的なプレイ方式。
- 東西戦（トンシャーせん）→ 半荘を1ゲームとするが、東場の次は南場ではなく西場に入るプレイ方式。
- 東北戦（トンペーせん）→ 半荘を1ゲームとするが、東場の次は南場ではなく北場に入るプレイ方式。
- 東東戦（トントンせん）→ 半荘を1ゲームとするが、東場を2回繰り返すプレイ方式。

## な行
- 鳴いて飛び出る当たり牌 → 麻雀の戦術#麻雀の戦術に関する格言
- 流し（ながし） → 流し満貫の略称、俗称。
- 中絞り（なかしぼり）
147・258・369の筋の両側を切って中で待つ戦術。また、これで待つ牌のこと。中ひっかけと同義。
- 中付け（なかづけ）
副露した手において、2つ目以降アガリ以前の副露で役をつけること。桜井章一の造語。後付けの一種。
- 中抜き（なかぬき）→ おりる際などに、できている順子のうちの1枚を切ること。狭義には順子の真ん中の牌を切ること。
- 中ブクレ（なかぶくれ）
23334といった形のこと。あるいは、23334XXといった形のシャンポン。腹ボテとも。また2334のような形を指すこともあり、この場合は腹ボテ単騎などと呼ばれる。
- 長麻雀（ながマージャン）→ 狭義には東南戦のリーチ麻雀のこと。ブー麻雀や三人麻雀と対比して対戦時間が長いことから。
- 中目（なかめ）→ 高目でも安目でもないアガリ牌のこと。
- 流れ、流れ論（ながれろん）
麻雀には「流れ」があるとする考え方。運を主体とした考え方で、簡単に言うとツイている人にはいい牌が来るというかつては主流の麻雀観だった。デジタルの隆盛とともに流れ論に批判的な者からは「オカルト」と呼ばれるようになっている。
- 鳴き槓?（鳴きカン、ナキカン） → 明槓（特に大明槓）の俗称。
- 鳴き麻雀 → 副露を多用する打ち方のこと。
- 鳴く → 副露すること。
- ナシアリ
後付け、喰いタンのどちらか一方のみを認めるルール。また、雀荘用語でコーヒーや紅茶に砂糖またはミルクのどちらかを入れること。前後者ともにどちらが「アリ」でどちらが「ナシ」かは意見の分かれるところである。
- ナシナシ
後付け、喰いタンともに認めないルール。また、雀荘用語でコーヒーや紅茶に砂糖とミルクを入れないこと。
- 何切る → 手牌13枚に自摸した牌1枚を加えた計14枚の牌の中からどの牌を打牌するかを問う問題のこと。
- 南入（なんにゅう） → 東4局が終わって南1局に入ること。麻雀のルール#半荘参照。
- 南白つきもの（なんぱくつきもの） → 麻雀の戦術#麻雀の戦術に関する格言
- 南北戦争 → ローカル役のひとつ。
- 2確（にかく）→ オーラスで2着を確定するアガリをすること。2チャ確。
- 2欠け（にかけ、ツーかけ）→ 雀荘用語。それまで卓に入っていた2人がやめてしまうこと。
- 二個二個・ニコニコ → 七対子の俗称。
- 2チャ → 2着のこと。
- 2着目、2チャ目 → 現時点で2着につけている人のこと、またはその状態。
- 2度受け → たとえば2356のような形や、3556のような形のこと。いずれも4の2度受け。4を1枚引いたとしてももう1度4が必要。
- 2度振り → 開局時のサイコロを1度ではなく2度降らなければならないとする取り決め。配牌#一度振りと二度振り参照。
- 二鳴き（になき）→ ポンできる状況でも生牌が出たときにあえて見逃し、2枚目が出たときにポンすること。対義語は「一鳴き」。
- 2抜け（にぬけ）→ 5人以上で交代で麻雀するときに前回2着だった者が次のゲームで抜け番になるという取り決め。
- 二の二の天和（にのにのてんほう）
積み込みのイカサマ技。コンビ打ちの東家と南家が協力して天和を作る。親がサイコロで2の目（ピンゾロ）を出し、2度振りの南家も2の目を出さなければいけないことからこの名がある。
- 抜き打つ（ぬきうつ）
広義には、不要牌ではない牌を切ること。
狭義には、そのうえでわざわざ当たり牌を選んで切ってしまうこと。
- 抜きドラ、抜ドラ
- 抜き技（ぬきわざ）→ イカサマの一種。山から不正に牌をもってくること。
- 抜く→ 抜き技を使うこと。
- 抜け番（ぬけばん）→ 5人以上で麻雀するときに順番に卓を抜けること。あるいは抜け番にあたる者のこと。
- ぬるい・ヌルい
牌の切り出しが甘いことを言う。攻防全般に関して使うが、特に防御が利かない・防御力が低いことを指す。
麻雀上級者であっても集中していない場合など、その局面で他家や自分の手牌で重要な牌を切ってしまったときに使う。
- ネクスト → ドラ_(麻雀)#ドラの決定
- ネット麻雀 → インターネット上で対局を行う麻雀のこと。オンライン麻雀に同じ。対義語は「リアル麻雀」「リアルの麻雀」
- ネット雀士
ネット麻雀をする人のこと。また、ネット麻雀しかしない人のこと。
- 練り牌（ねりはい）→ プラスチック製の牌のこと。
- ノーチャンス → 4枚カベのカベ下のこと。両門待ちに対しては安全。しかしシャンポンや単騎には通用しない。類語に「ワンチャンス」など。
- 不聴（ノーテン・プーテン）→聴牌していない状態のこと。
- 不聴罰符（ノーテンばっぷ）
- 伸ばすは外、かけるは内切り → 麻雀の戦術#麻雀の戦術に関する格言
- ノーホーラ → 一度もあがっていないこと。
- ノベタン → 聴牌形のひとつ。2345（2-5単騎待ち）のような形。2345678（2-5-8単騎待ち）などもノベタンに入る。
- のみキック → のみ手で相手の手を蹴ること。
- ノミ手（のみて）→ 一役しかついていない安い手のこと。
- ノンラス打法 → ラスを引かないようにする打ち方のこと。ノンラス打法を実践してできるかぎり最下位にならないように打つと、平均順位や収支がある程度向上する。

## は行
- 場
- 八連荘（パーレンチャン）→ ローカル役のひとつ。
- 牌（はい・パイ）
- 牌活字（はいかつじ）→ 印刷物などの文中に現れる雀牌のこと。
- 配原（はいげん）→ 配給原点の略。
- 配原ビンタ（はいげんビンタ）→ 配給原点をクビとするビンタのこと。ウマ_(麻雀)#ビンタを参照。
- 牌効率（はいこうりつ）
- 牌捌き（はいさばき）
  1. 牌を扱うときの手つきや手さばきのこと。
  2. 不要牌を処理する・切り出す際の技術のこと。
- 牌姿（はいし）
- 牌写植（はいしゃしょく）→ 牌活字のこと。
- 倍直（ばいちょく）→ 倍満を直撃すること。
- バイニン、玄人、売人
麻雀を生業とする者たちの総称。戦後すぐもしくは昭和の時代を舞台とした作品などによく登場する、やや古い言い回し。もともとは商売人の略であり、「玄人」は絶技のイカサマを使用できる麻雀打ち（= それを商売とする者）の意味を込めて「バイニン」と当てたものと思われる。
- 白板（パイパン)
- 牌譜（はいふ・パイふ）
- 倍満（ばいまん）
- 牌山（はいやま）→ ツモ山のこと。壁牌。手積みでは1人17幢積むのが正しい積み方とされる。
- 牌理（はいり）
広義には、手作りにおける牌の組み合わせの理。
狭義には、3枚の牌を1面子とする麻雀の基本的な決まりごとによって当然（必然的に）導かれる牌の理。
- 入り目（はいりめ）→  入り目（いりめ）
- 牌流定石（ぱいりゅうじょうせき）→ 金子正輝の提唱する麻雀理論の名称。
- 包（パオ）
- 好牌先打（ハオパイシェンター）→ 麻雀の戦術#麻雀の戦術に関する格言
- 場風・場風牌 → 風牌・圏風牌
- バカ混（バカホン）→ 副露した混一色のみのアガリのこと。
- 場況（ばきょう）→ 場の状況のこと。手牌や捨牌相だけでなく点棒状況まで含めた状況であることを含意する。
- 爆弾、爆弾積み → 積込み技の一種。イカサマ。
- 爆牌（ばくはい）
片山まさゆきの麻雀マンガ『ノーマーク爆牌党』に登場する用語。相手の手牌を読み切り、相手に要牌を鳴かせて、そのときに相手が切った牌でロンアガリすること。『ノーマーク爆牌党』にはこの他にも「爆守備」や「爆テンパネ」など独自の用語がいくつか登場する。
- 箱（ハコ割れ、ハコテン、ドボン、トビ、ぶっとび）
- ハコ下精算（ハコしたせいさん）→ 箱 (麻雀)を参照
- 端牌（はしはい）→ 1や9のこと。
- ハジキ（弾き）
イカサマの一種。他家の聴牌時に自分の捨てようとしている牌がその他家の当たり牌と読んだ場合、河に六枚切りに捨ててある一段目の6枚目もしくはその近くの牌を弾いてその牌を捨てたかのようにして見せるイカサマ。なお、その6枚目もしくはその近くの牌が安全牌でなければならない。
- 馬身（ばしん）
- 場千五（バセンゴ）→ 積み符を、1本場300点ではなく1500点とするルール。
- 場ゾロ
- 場代（ばだい）→ 雀荘用語。フリー雀荘などで1ゲームごとに徴収されるゲーム代のこと。貸し卓を借りる場合は1ゲームごとではなく時間単位。
- 裸単騎（はだかたんき）
- バック
  1. お釣りの額につく接尾辞。点棒のやりとりで使われる。
  2. 役の後付けのこと。特に役牌の後付けを指すことが多い。
- バックドロップ→バックと同義。
- パッコロ → 麻雀専用の正12面体のサイコロのこと。サイコロ#麻雀用サイコロもしくは配牌#パッコロを参照。
- 発声優先（はっせいゆうせん）
伝統的なルールでは、同じ牌にチーとポンがかかった場合、無条件にポンのほうを優先する。チーとカンが被った場合も同様に、チーよりカンを優先する。これに対し、先に発声したほうを優先するルールが発声優先である。発声優先のルールでは、ワンテンポ遅れたポンやカンは認められず、先に発声のあったチーのほうが優先される。同時であればポン・カンのほうが優先である。
- バッタ → シャンポンの俗称。元来は3366で36待ちのシャンポン待ちのように、スジ待ちのシャンポン待ちのことを両門待ちの「バッタもん」（偽物の意）としてこう呼んだ。
- 罰符（ばっぷ）
- 花牌（はなはい）
- 花麻雀（はなまーじゃん）→ 花牌を用いる麻雀のこと。対義語は「清麻雀」。
- ハネ直、跳直（はねちょく）→ 跳満を直撃すること。
- 跳満（はねまん）
- 早い立直は一四索→麻雀の戦術#麻雀の戦術に関する格言
- 腹ボテ→中ブクレ
- 飜・翻（ハン、ファン）
役の値段を表す単位。各種団体・慣習によって「飜」と表記する場合と「翻」と表記する場合があるが、「飜」も「翻」も同義である。麻雀用語における表記揺れの代表例。
- 半自動卓（はんじどうたく）→ 牌を自動で裏返しにしてくれる雀卓。電磁石式。そのあとの牌を並べて山を積む動作は手動。
- 反射（はんしゃ）
相手のなんらかの行動から、その相手が手の内に持っている牌を読むこと。反射読み。本来見えないはずの牌を読むことができれば、その局面での守備力はワンランク上がる。
たとえば、親リーチに対してベタオリしている他家Aが無スジの2を切り出してきたとする。Aはおりているのだから、2は通る牌として切っている。2が通る根拠は3のカベか4のカベで、自分の手の内に4の対子があるから、Aから見えているカベは3のほうだということになる。3がAの手の内に固まっているなら、同じくカベ下の1は通る牌ということになる。
- 半荘（ハンチャン）
- 飜牌・翻牌（ハンパイ、ファンパイ）→ 役牌のこと。
- バンバン → 場ゾロのこと。デンデンなどともいう。地方により異なる。
- 半満貫（はんまんがん） → かつて存在したもので、文字通り満貫の半分の点数であった。
- ピアノ待ち → 聴牌形のひとつ。23456のような三門張の古称・別称。
- Bトップ（びーとっぷ）→ ブー麻雀の用語。2人浮きのトップのこと。マルB。
- 壁牌（ぴーぱい、びーぱい）→ 牌山、山、ツモ山のこと。
- 引き、ヒキ
おもに「ヒキが強い」「ヒキが弱い」の形で、有効牌をツモってくる力のこと。ツモ力。
- 引きヅモ（ひきづも）
ツモアガリの際、ツモってきた牌を卓の淵にくっつけること。くっつけること自体が引きヅモにあたり、その際の強弱は問わない。マナー違反である。
- 引きぼり → ツモ切りのこと。
- 引き戻し、引き戻す
既に一度捨ててしまっている要牌をもう一度引いてくること。引き返し。
- 引っかけ → 引っかけ立直のこと。
- 人の嫌がる三門聴 → 麻雀の戦術#麻雀の戦術に関する格言
- 百万石（ひゃくまんごく）→ ローカル役のひとつ。
- 表示牌（ひょうじはい）→ ドラ表示牌の略。
- ヒラ・ヒラ打ち → （おもにフィクションなどで、何らかのイカサマ技を習得している打ち手が）イカサマを使わないで打つこと。
- 平場（ひらば）→ 0本場のこと。
- 拾い技（ひろいわざ）→ イカサマの一種。
- ピン → 千点100円のレートのこと。テンピンとも。
- ピン雀（ピンじゃん）→ レートがピンのフリー雀荘のこと。
- 筒子、餅子（ぴんズ、トンズ）
- ビンタ → 特殊な差しウマの一種。
- 符（ふ）
- 飜・翻（ファン、ハン）
- 飜牌・翻牌（ファンパイ、ハンパイ）→ 役牌のこと。
- 花竜（ふぁろん、ほぁろん）→ ローカル役のひとつ。三色通貫に同じ。
- 風花雪月（ふうかせつげつ）→ ローカル役のひとつ。
- 浮屍牌（フーシーパイ）→ 捨て牌のこと。
- 風速（ふうそく）→ レートのこと。やや古風な言い回し。
- 副底（フーテイ）
- ブー麻雀 → 誰かの持ち点が倍になるか、誰かの点棒がなくなった時点で対局終了とするルール。
- 副露（フーロ）
- 深い、山に深い
ツモ山の後半から終盤のこと。あるいは現時点から見て時間的に遠いツモ山の場所のこと。
- ○○含み（○○ぶくみ）
「三色含み」→ このあとうまく牌を引けば、あるいはうまく手変わりすれば三色になる牌姿のこと。
「手役含み」→ この先なんらかの手役ができる見込みのある状態のこと。
「ドラ含み」→ ドラを含んでいる順子・搭子のこと。
- 伏せ牌（ふせはい）→ 手牌を伏せること。また、手牌を伏せた状態で打つこと。オンライン麻雀では観戦者に対して手牌を伏せること。
- ぶつ（打つ）→ 麻雀をすること。やや古風な言い回し。
- ぶっこ抜き（ぶっこぬき）→ 抜き技の一種。イカサマ。
- 符跳ね（ふはね）→ 符の増加によってアガリ点がアップすること。符計算については麻雀の得点計算#符の計算を参照。
- 部分役（ぶぶんやく）
手牌の一部分が条件に合致していれば成立する役の総称。たとえば三色同順や一気通貫はアガリ形14枚のうち9枚で条件を満たしていればよい。また、飜牌は14枚のうち3枚が条件を満たしていればよい。役満役では大三元などが部分役である。
部分役の対義語は「全体役」。
- フリー → フリー雀荘のこと。
- 振り込み（フリコミ）
- 振聴、振り聴（フリテン）
- プンリー → オープン立直の俗称。
- 黒一色（へいいーそー、こくいーそー）→ ローカル役のひとつ。
- 平局（へいきょく、ピンチュイ）→ 流局のこと。特に誰もアガリを宣言せずに終わった場合の流局のこと。荒牌平局とも。
- 北家は鳴くな→麻雀の戦術#麻雀の戦術に関する格言
- 北抜き（ペーぬき）→ 三人麻雀の一種。三人麻雀の古典ルール。
- ベタオリ
- ヘタ殺し（へたごろし）→ 素人や初心者にはめっぽう強いこと。
- ベタ師（べたし）→ エレベーターを使うイカサマ師のこと。
- ベタ積み（べたづみ）
積み込み技の一種。自分のツモ筋があるほうの列（東家/西家なら上山、南家/北家なら下山）に好牌を積み、もう一方の列にはクズ牌を積む積み込み方のこと。
- 下手なシャボより辺張・嵌張 → 麻雀の戦術#麻雀の戦術に関する格言
- 紅孔雀（べにくじゃく）→ ローカル役のひとつ。
- 辺搭（ペンター）→ ペンチャン搭子のこと。
- 辺張待ち（ペンチャンまち）・辺張聴（ペンチャンテン）
- 河（ホー・かわ）
- 放銃（ほうじゅう、ホーチャン）
- 棒テン（ぼうテン）
スピード最優先で一直線に聴牌に向かうこと。あるいは、手役や待ちの良し悪しを考慮せず、ひたすら聴牌することのみを目指すこと。
工夫のない手作りであることから転じて、手成りでできた聴牌を棒テンと言うこともある。
- 棒テン即リー全ツッパ
- 暴牌（ぼうはい、ぼうぱい）
明らかな危険牌を切ること。あるいはその牌のこと。
- 和了（ホーラ・あがり）
- ポッチ → 白ポッチの略称。
- 碰（ポン）
  - ポンカス → ポンされている牌の4枚目のこと。
  - ポン材（ポンざい）→ ポン可能な対子のこと。
  - ポン聴（ポンてん）→ ポンして聴牌すること。類語に「チー聴」。
- 本走（ほんそう）→ 雀荘用語。メンバー（従業員）が卓に入って（自腹で）打つこと。対義語は「代走（だいそう）」。
- 紅中（ほんちゅん）→ 字牌の中のこと。
- 混清老（ほんちんろう）→ 混一色と清一色と混老頭のこと。
用例：「混清老役満縛り」（混一色、清一色、混老頭、もしくは役満でなければアガってはならないとする縛り）

## ま行
- 麻雀（まーじゃん・マージャン）
- 麻雀牌
- 前出し（まえだし）
雀荘用語。開局前に4人が一定額の現金を供託し、それをトップ者が総取りする。オカ・ウマとは別だが、実質的にはオカの額を増やすことに等しい。
- マギレ、まぎれ、紛れる
流れ論の用語のひとつ。偶発的なできごとがあったせいで、本来の結果とは異なる結果になることを「まぎれる」と言う。また、その結果を生み出す契機となったできごとそのものも「まぎれ」と言う。
ただし、流れ論に否定的な者にとっては「まぎれ」なるものは存在せず、結果的にそのようになったかのごとく見えるだけ、ということになる。麻雀は偶発的な要因に大きく支配されているゲームなので、見方によってはすべてをまぎれと見ることもできる。
- マグ雀（マグじゃん）→ 半自動卓のこと。マグネット式で牌を自動で裏返しにしてくれる。
- 捲くる（まくる）→ 上位者を逆転すること。
- またぎスジ
- 待ち頃（まちごろ）→ 山に眠っていそうな牌、あるいは他家からこぼれてきそうな牌のこと。
- 待ち取り（まちどり）
聴牌形・待ちの取り方のこと。切り牌によって複数の受けにできる場合などに使う。
- マナ悪（まなわる）→ マナーが悪いこと。
- 真似満（まねまん）→ ローカル役のひとつ。
- マルA（まるエー）→ ブー麻雀の用語。1人抜きのトップのこと。Aトップ。
- マルB（まるビー）→ ブー麻雀の用語。2人浮きのトップのこと。Bトップ。
- マルC（まるシー）→ ブー麻雀の用語。3人浮きのトップのこと。Cトップ。チンマイ。
- 丸取り（まるどり）
三人麻雀における得点計算の方式のひとつ。四人打ちでの点数計算をベースに、ロンアガリとツモアガリの得点をできるだけ近似させる方式。具体的には、子のツモアガリのときに親の払いと子の払いを2：1になるように調整する。詳細は三人麻雀#ツモとロンの差および三人麻雀#比較表を参照。
- 回し打ち
- 回り親（まわりおや）→ 雀荘用語。各半荘の親決めを行わず、前回の半荘で出親だった者の下家を次の半荘の出親とする取り決め。
- 満貫（まんがん）
- 満州（マンシュウ）
満貫の俗称。地名の満州からというのが通説だが、競艇における万舟券から来ているとの説もあるようである。
戦後世代の高齢化とともに死語になりつつある。
- 萬子（マンズ、ワンズ）
- 満直（まんちょく）→ 満貫を直撃すること。
- 満ツモ（まんツモ）→ 満貫のツモアガリのこと。
- 万両（まんりょう）→ 雀荘用語。一万円札を両替すること。
- 見せ牌
手牌の端を引っかけて倒すなどして見えてしまった牌、見せてしまった牌のこと。また、山をこぼして表向きにしてしまった牌のこと。見せ牌をしてしまった場合、その牌では出あがりできないというペナルティが課されることがある。
- 見逃し → あがり牌が出ているにもかかわらずロンしないこと。
- 明槓子（ミンカンツ）
- 明刻子（ミンコーツ）
- 明順子（ミンシュンツ）
- 無スジ
- 無駄ヅモ → 有効牌ではないツモのこと。
- 無理鳴き → 無理な形から副露すること。あるいは、無理な形で副露すること。
- 無理清（ムリチン）→ 無理やり清一色に向かうこと。
- 無理混（ムリホン）→ 無理やり混一色に向かうこと。
- 無理ポン → 無理な状態からポンすること。無茶ポン。
- 迷彩（めいさい）
待ちを分かりにくくするため、あるいは少しでも出アガリしやすくするために、意識して河に工夫をすること。捨牌迷彩。河作り。
もちろんツモ牌や展開によっては有利な河が自然にできあがることもある。そのような場合は自然迷彩という。
- メン → 立直をかけたアガリのこと。たとえば「メンタンピン」なら、立直・タンヤオ・ピンフを意味する。メンゼンのメン。
- 門風牌（メンフォンパイ）
- 門前清（メンゼンチン）
- 門前加符（メンゼンカフ）→ メンゼンでロンアガリしたときに加算される10符のこと。麻雀の得点計算#符の計算参照。
- 門前派（メンゼンは）→ メンゼンでのアガリを重視する打ち手のこと。
- 門前役（メンゼンやく）→ メンゼンであることが条件の役。門前清#門前役に一覧。
- メンチン → 門前の清一色のこと
- メンバー → 雀荘の従業員のこと。
- メンホン → 門前の混一色のこと
- 面子（メンツ）
- 面子多々（メンツターター）
面子候補が1つもしくは2つ余分に多いこと。手の内に5個ないし6個の面子・搭子・対子がある状態。メンツオーバー。
- 盲牌（もうパイ）
- 摸牌（もうパイ）
  1. 盲牌のこと。ただし、盲牌の意味で摸牌と表記することはまれ。
  2. 摸打におけるツモのこと。また、ツモ牌そのもののこと。
- もしラス → 雀荘用語。「もしかしたらラスハン」の意。ラスハンコールの一種。
- モチモチ・持ち持ち → おもに役牌などで、同じ牌を2人が2枚ずつ持っていること。どちらかが切り出さなければ最後までポンできない。
- 元ウラ（もとウラ）→ 槓があって新ドラがめくれているときの、槓ウラではないほうの裏ドラのこと。
- 元ドラ（もとドラ）→ 槓ドラがめくれているときの、もともとの表ドラのこと。
- 元メン（もとメン）→ 雀荘の元メンバーのこと。
- モロ裏（もろうら）→ 「モロに裏スジ」の略。特にリーチ宣言牌の裏スジのこと。
- モロ掛け（もろがけ）→ モロ引っ掛けの略。
- モロヒ → モロ引っ掛けの略。
- モロ乗り（もろのり）→ 裏ドラや槓ドラが暗刻や槓子に乗ること。

## や行
- 么九牌（ヤオチューパイ）
- 焼き鳥
- 安アガリ（やすあがり）
- 安目（やすめ）
- 役（やく）
- 役無し、役無しの手（やくなし、やくなしのて） → 文字通り、聴牌形になっているが、役がない手。これでアガればチョンボとなる。
- 役満（やくまん）、役満貫（やくまんがん）
- 山（やま）、牌山（はいやま）
- 山切り（やまぎり）
開局時、自分の前にある牌山の左右7幢を数ミリ前後にずらすこと。
ブッコ抜きや三牌ツモなどのイカサマ技を警戒しなければならなかった時代の名残り。
- 山越し
- 山読み（やまよみ）→ おもに自分の手牌や相手の捨て牌相から、山にどんな牌が残っているか読むこと。
- 闇聴（やみテン）
- 有効牌（ゆうこうはい）
広義には待ちや受け入れが広がる牌のこと。
狭義には向聴数が1つ下がる（＝聴牌に近くなる）牌のこと。
- 指ローズ（ゆびローズ）→ 通し技の一種。指で示したサインによって卓内の仲間に待ちや情報を教えること。
- 要牌（ようはい）→ 必要な牌のこと、あるいは重要な牌のこと。狭義には何らかの手役のために必要な牌のこと。
- 余剰牌（よじょうはい）→ 余り牌のこと。たとえば566から6を引いた場合の5、あるいは4-7を引いた場合の6がこれにあたる。
- 四人立直（よにんリーチ）、四家立直（スーチャリーチ）、四軒立直（よんけんリーチ）
- よれる、よれよれ、ヨレヅモ→ストレートに有効牌を引かない状態のこと。
- 四開槓（スーカイカン）
- 四家立直（スーチャリーチ）
- 四風連打（スーフォンれんだ）
- 4確（よんかく）→ 4人麻雀で、オーラスで4着確定のアガリをすること。4チャ確。ラス確・アガラスに同じ。
- 4欠け（よんかけ）→ 4人ともやめてしまうこと。全欠けに同じ。
- 4センチ → 3副露して手牌が4枚になっている状態のこと。
- 4着目、4チャ目、ラス目 → 現時点で4着につけている人のこと、またはその状態。
- 4ノコ、4幢残し（よんのこ、4とんのこし）→ 配牌時の取り出しに関する俗語。出目が対11の時、該当する山の左から4幢を残して配牌を取り出す。
- ヨンマ → 4人で行う（通常の）麻雀。サンマ（三人麻雀）との区別を強調するときに用いる。
- 4枚使い → 手の内に同じ牌が4枚とも集まっている状態。特にその4枚を暗槓せず、暗刻や面子・雀頭として使っている状態のこと。

## ら行
- 老頭牌（らおとーはい、ろうとうはい）→ 数牌の1と9のこと。
- 落雀（らくじゃん）→ 落ち物パズル。落ちてくるのが麻雀牌。
- ラス → 最下位、または最後のこと。
- ラスあがり → 最後にアガった者のこと。
- ラスイチ → 最後の一枚のこと。
- ラス落ち（ラスおち）→ 最下位に落ちること。
- ラス親（ラスおや）→ オーラスの東家のこと。あるいはオーラスが東家になる席順のこと。
- ラス確（ラスかく）
- ラス席 → 前回最下位だった席。または最下位の多い席。
- ラス抜け（ラスぬけ）→ 5人以上で麻雀する時に、「前回4着だった者が次のゲームで抜け番になる」という取り決め。
- ラス牌（ラスはい）→  最後の一枚のこと。
- ラスハン 、ラス半→ 最後の半荘のこと。
- ラスハンコール、ラス半コール
雀荘用語。「これで最後の半荘にします」という意味で、客が店に対して「この半荘でラス半で」などと申告（コール）する。フリー雀荘では、待っている客のセッティングや卓の運営をやりやすくする目的から、客にラスハンコールをお願いしている場合がある。「ラスハンコールをお願いします」などと張り紙してある店では、ラスハンコールなしでいきなり卓を抜ける行為（ダマ欠け）は歓迎されない。
- ラス前（ラスまえ）→  オーラスの前の局のこと。東南戦であれば南三局のこと。
- ラス目（らすめ）→ 現時点で最下位につけている人のこと、またはその状態。
- リーチ取り（リーチどり）
前局からの供託リーチ棒を獲得できるのは、同じくリーチをかけてアガった者だけとするルール。完先ルールに多い。一般的なアリアリ麻雀では、供託点を獲得できるのは単に「次にアガった者」である。単にアガることよりリーチを掛けてアガることのほうが難しいので、リーチ取りのルールでは供託リーチ棒が流れに流れて何本も溜まることがある。
- 立直棒（リーチぼう）→  リーチする時に場に供託する千点棒のこと。立直#手順を参照。
- 立直麻雀（リーチマージャン）→ 立直という役が登場した時代に、それまでのルールと区別して立直ありのルールを立直麻雀と呼んだ。現在一般的な麻雀のこと。
- 理牌（リーハイ）
- 両嵌（りゃんかん）→ 246など嵌張受けが隣り合っている状態の未完成面子のこと。
- 両嵌の渡りは残せ → 麻雀の戦術#麻雀の戦術に関する格言
- 両嵌両門（りゃんかんりゃんめん）
両嵌と両門が複合している未完成面子のこと。245667のような形。両門待ちになるからと真っ先に2を切り出してしまいがちだが、3を引くと裏目になる。両門両嵌とも。
- 二索槍槓（りゃんぞーちゃんかん）→ ローカル役のひとつ。
- リャンゾロ → 場ゾロのこと。
- 二同刻、両同刻（りゃんどーこー）→ ローカル役のひとつ。
- 二翻縛り・両翻縛り（リャンファンしばり、リャンハンしばり、リャンしば、リャンシ）
- 二般高、両般高 → 二盃口の古称・別称。
- 両門待ち（リャンメンまち）・両門聴（リャンメンテン）
- 緑一色輪（りゅーいーそーりん）→ ローカル役のひとつ。
- 流局（りゅうきょく）
- 緑發（リューハ、リューファ）→ 發のこと。
- 両天秤（りょうてんびん）
一向聴以前の状態で、2つの役のどちらかを狙うこと。特に同時には成立しない2つの役のどちらかを狙うこと。
- 嶺上牌（リンシャンパイ）
- 零牌（りんぱい）→ ラス牌のこと。
- 列（レツ）
狭義にはコンビ打ちのコンビのこと。広義には利益（財布）をともにする仲間同士のこと。
- 連開花（れんかいほう）、連槓開花（れんかんかいほう）→ ローカル役のひとつ。
- 連刻役 → 三連刻と四連刻の総称
- 連隊旗 → 一万点棒のこと。
- 連対率（れんたいりつ）→ トップもしくは2着をとる確率。
- 連荘（レンチャン）
- 連底（れんてい）→ 符計算において、副底・刻子や槓子の符・待ちの符・ツモ符・門前加符などを全て加算した最終的な符の合計のこと。
- 連風牌（レンフォンパイ・れんぷうはい）
- 人和（レンホー）→ ローカル役のひとつ。
- 老頭牌（ろうとうはい、らおとーはい）→ 数牌の1と9のこと。
- ローカルルール
標準的なルールではないルールのこと。各種ローカル役については麻雀のローカル役に一覧。
- ローズ → 通し技の別称。イカサマの一種。
- 6ノコ、6幢残し（ろくのこ、6とんのこし）→ 配牌時の取り出しに関する俗語。出目が自9の時、該当する山の左から6幢を残して配牌を取り出す。
- 六枚切り（ろくまいぎり）、6幢切り（ロートンぎり）
- 六間積み（ろっけんづみ）→ 積込み技の一種。イカサマ。
- ロン、ロンホー → 和了#栄和
- 輪荘（ろんちゃん、りんちゃん）→ 親が次の者に移ること。対義語は「連荘」。

## わ行
- 渡り、渡りを打つ、渡り打ち
広義には、向聴数を維持しつつ、より優秀な状態に移行すること。あるいは移行の可能性を残しつつ打つこと。
狭義には、聴牌を維持しながらより優秀な待ち・より優秀な手役に移行すること。
- われポン → われめDEポンの略。
- 割れ目・ワレメ
- ワン欠け（ワンかけ）→ 面子が1人足りないこと。あるいはそれまで卓に入っていた1人が席を立って、1人足りなくなること。
- 萬子（ワンズ、マンズ）
- ワンチャンス
3枚カベのカベ下のこと。比較的安全だが、相手が4枚目を持っている場合は当たり牌になり、シャンポン待ちや単騎待ちには通用しない。類語に「ノーチャンス」など。
- 王牌（ワンパイ）
- 王牌取り切り
主に三人麻雀で、王牌を残さずドラ表示牌の隣までツモるルール。取り切り。王牌取り切りの場合、海底牌は通常ルールにおける槓ウラ表示牌になる。
- ワン入り（ワンはいり）→ 雀荘用語。メンバーが1人卓に入ること。

## 点数申告

### 満貫以下の点数の俗称
- 表中には代表的な俗称を挙げるにとどめた。たとえば3,900はザンクのほかにサンキュー・ザンキューとも言うが、「サ」と「ザ」の清濁や長音「ー」「ウ」は同一とみなした。

| 親/ロン | 20符 | 25符           | 30符                    | 40符                    | 50符           |
| ------- | ---- | -------------- | ----------------------- | ----------------------- | -------------- |
| 1飜     | ―    | ―              | 1,500                   | 2,000                   | 2,400 ニーヨン |
| 2飜     | ―    | 2,400 ニーヨン | 2,900 ニック ニッキュウ | 3,900 ザンク ザンキュウ | 4,800 ヨンパー |
| 3飜     | ―    | 4,800 ヨンパー | 5,800 ゴッパ            | 7,700 チッチ ナナナナ   | 9,600 クンロク |
| 4飜     | ―    | 9,600 クンロク | 11,600 ピンピンロク     | 12,000                  | 12,000         |
| 子/ロン | 20符 | 25符           | 30符                    | 40符                    | 50符           |
| 1飜     | ―    | ―              | 1,000                   | 1,300 イチサン          | 1,600 イチロク |
| 2飜     | ―    | 1,600 イチロク | 2,000                   | 2,600 ニンロク          | 3,200 ザンニ   |
| 3飜     | ―    | 3,200 ザンニ   | 3,900 ザンク ザンキュウ | 5,200 ゴンニ ゴーニー   | 6,400 ロクヨン |
| 4飜     | ―    | 6,400 ロクヨン | 7,700 チッチ ナナナナ   | 8,000                   | 8,000          |

| 親/ツモ | 20符                                                             | 25符                         | 30符                       | 40符                                                             | 50符                         |
| ------- | ---------------------------------------------------------------- | ---------------------------- | -------------------------- | ---------------------------------------------------------------- | ---------------------------- |
| 1飜     | ―                                                                | ―                            | 500オール                  | 700オール                                                        | 800オール                    |
| 2飜     | 700オール                                                        | ―                            | 1,000オール                | 1,300オール イチサンオール センサンオール                        | 1,600オール イチロクオール   |
| 3飜     | 1,300オール イチサンオール センサンオール                        | 1,600オール イチロクオール   | 2,000オール                | 2,600オール ニンロクオール ニーロクオール                        | 3,200オール ザンニオール     |
| 4飜     | 2,600オール ニンロクオール ニーロクオール                        | 3,200オール ザンニオール     | 3,900オール ザンクオール   | 4,000オール                                                      | 4,000オール                  |
| 子/ツモ | 20符                                                             | 25符                         | 30符                       | 40符                                                             | 50符                         |
| 1飜     | ―                                                                | ―                            | 300 - 500 ゴミ サバゴボ    | 400 - 700 ナシ ナナヨン ヨンナナ                                 | 400 - 800                    |
| 2飜     | 400 - 700 ナシ ナナヨン ヨンナナ                                 | ―                            | 500 - 1,000 ゴットー       | 700 - 1,300 ナナトーサン イチサンナナヒャク                      | 800 - 1,600                  |
| 3飜     | 700 - 1,300 ナナトーサン イチサンナナヒャク                      | 800 - 1,600                  | 1,000 - 2,000              | 1,300 - 2,600 イチサンニンロク イチサンニーロク センサンニンロク | 1,600 - 3,200 イチロクザンニ |
| 4飜     | 1,300 - 2,600 イチサンニンロク イチサンニーロク センサンニンロク | 1,600 - 3,200 イチロクザンニ | 2,000 - 3,900 ニセンザンク | 2,000 - 4,000                                                    | 2,000 - 4,000                |

- ツモアガリの場合、300 - 500、400 - 700、700 - 1,300などは表中のゴミ、ナシ、ナナトーサンなどのほかに「○本△本」とも言う。親の500オールや700オールなども同様で「○本オール」とも言う。
  - 親のツモアガリには、より俗な言い方として「（点数）持って集合」というものがある（例：6,000持って集合）。
- 切り上げる前の正確な点数の略称もある。以下代表的なものを挙げる。
  - イチニッパ　（1,280点＝,1300点）
  - ニゴロ　（2,560点＝2,600点）
  - ゴイッチニ　（5,120点＝5,200点）
  - イックニ　（1,920点＝2,000点）
  - ザンパースー　（3,840点＝3,900点）
  - チーロッパ　（7,680点＝7,700点）

点数申告としては死語になりつつあるが、複雑と言われる点数計算のメカニズムをスムーズに理解するための語呂合わせとして残っている。

### 満貫以上の点数の俗称
| 点数   | 俗称など |
| ------ | --- |
| 12,000 | 親の場合は「親満」。親・子に関わらず「ワンツー」。また、まれに「マンニ」と言うこともある。6,000 - 12,000を「ロクセンマンニ」と言うなど。 |
| 16,000 | まれに「イチロク」 |
| 18,000 | 「インパチ」「親ッパネ」「親跳」 |
| 24,000 | 「ニーヨン」もしくは「ニーヨンマル」「ニーヨンマルZ」「親倍」                                                                            |
| 32,000 | まれに「ザンニ」 |
| 36,000 | 「サブロク」もしくは「サブロクマル」 |
| 48,000 | まれに「ヨンパチ」「オヤヤク」 |

ただし、三倍満以上は出現自体がまれ。なお、高い手を無神経に俗称で申告すると相手の心証を損ねることがある。高い手のロンアガリに限ったことではないが、点数申告は礼儀を守って柔らかく。

### 獲得チップの額面も含めた申告
すべてピン雀における俗語・俗称。一般的なピン雀では、一発と赤牌と裏ドラをチップの対象にしている場合が非常に多い。
| 言い回し   | 意味内容    | 意味内容   | 意味内容     |
| 言い回し   |             | 得点の額面 | チップの枚数 |
| ---------- | ----------- | ---------- | ------------ |
| マンゴ     | 満貫の500   | 満貫       | 1枚          |
| マンセン   | 満貫の1,000 | 満貫       | 2枚          |
| マンセンゴ | 満貫の1,500 | 満貫       | 3枚          |
| マンニセン | 満貫の2,000 | 満貫       | 4枚          |
| ハネゴ     | 跳満の500   | 跳満       | 1枚          |
| ハネセン   | 跳満の1,000 | 跳満       | 2枚          |
| ハネセンゴ | 跳満の1,500 | 跳満       | 3枚          |
| ハネニセン | 跳満の2,000 | 跳満       | 4枚          |
| ハネニーゴ | 跳満の2,500 | 跳満       | 5枚          |
| バイゴ     | 倍満の500   | 倍満       | 1枚          |
| バイセン   | 倍満の1,000 | 倍満       | 2枚          |
| バイセンゴ | 倍満の1,500 | 倍満       | 3枚          |
| バイニセン | 倍満の2,000 | 倍満       | 4枚          |
| バイニーゴ | 倍満の2,500 | 倍満       | 5枚          |

- 満貫の2,500は通常は存在しない。チップが5枚ということは一発赤裏だけで5飜あり、そのほかに少なくとも1飜のアガリ役があるため、5枚獲得した時点で跳満になる。ただし、祝儀が1,000円の牌を使っている店もまれにあり、この場合は満貫の2,500が発生する。
- ハネニーゴやバイニーゴはそれぞれ「ハネニセンゴ」「バイニセンゴ」と言うこともある。
- ニーゴを超えることはまれだが、それぞれ「ハネサンゼン」「バイサンゴ」などと言う。

## レートの俗称
| 千点   | 俗称               | ちょうどハコで     | ちょうどハコで        |
| ------ | ------------------ | ------------------ | --------------------- |
| 10     | テンイチ           | 10-20の場合500     | 10-20の場合500        |
| 20     | テンニ             | 10-20の場合1,000   | 10-20の場合1,000      |
| 30     | テンサン           | 10-20の場合1,500   | 10-20の場合1,500      |
| 50     | テンゴ、ゴ         | 10-20の場合2,500   | 10-20の場合2,500      |
| 100    | テンピン、ピン     | 10-20の場合5,000   | 10-30の場合6,000      |
| 200    | リャンピン         | 20-40の場合14,000  | 20-60の場合18,000     |
| 300    | サンピン           | 30-60の場合27,000  | 30-90の場合36,000     |
| 500    | ウーピン           | 1-3の場合45,000    | 2-5の場合65,000       |
| 1,000  | デカピン、ピンピン | 2-5の場合80,000    | 5-10の場合130,000     |
| 2,000  | デカリャンピン     | 5-10の場合160,000  | 10-20の場合260,000    |
| 5,000  | デカウーピン       | 10-20の場合350,000 | 20-50の場合650,000    |
| 10,000 | デカデカピン       | 20-50の場合800,000 | 50-100の場合1,300,000 |

- 500円以上のレートを高レートと言う。
- 表の下半分は麻雀劇画などにしばしば登場するレートだが、劇中でのやりとりが必ずしも表の通りになっているとは限らない。
- 200円以上のレートは摘発の対象になると言われるが、法的にはどのレートも違法（賭博罪）である。